# Saint-Médard-en-Jalles
Pour les articles homonymes, voir Saint-Médard.
Saint-Médard-en-Jalles (Sent Medard de Jalas en langue d'oc)  est une commune du Sud-Ouest de la France, située dans le département de la Gironde, en région Nouvelle-Aquitaine.

## Géographie

### Localisation
Commune de l'aire d'attraction de Bordeaux située dans son unité urbaine à 13 km du centre de Bordeaux sur la Jalle noire.
Très étendue, la commune n'est urbanisée que sur sa moitié est, autour du site « St Médard » d'ArianeGroup. Si les forêts occupent une bonne partie de la superficie non habitée, les activités militaires ont également une forte emprise.

### Communes limitrophes
Les communes limitrophes sont  Le Haillan, Le Taillan-Médoc, Le Temple, Martignas-sur-Jalle, Mérignac, Saint-Aubin-de-Médoc, Saint-Jean-d'Illac et Salaunes.
| Salaunes           | Saint-Aubin-de-Médoc   | Le Taillan-Médoc |
| Le Temple          | Saint-Médard-en-Jalles | Le Haillan       |
| Saint-Jean-d'Illac | Martignas-sur-Jalle    | Mérignac         |

### Climat
Pour des articles plus généraux, voir Climat de la Nouvelle-Aquitaine et Climat de la Gironde.
Historiquement, la commune est exposée à un climat océanique aquitain.  
En 2020, Météo-France publie une typologie des climats de la France métropolitaine dans laquelle la commune est exposée à un climat océanique et est dans la région climatique Littoral charentais et aquitain, caractérisée par une pluviométrie élevée en automne et en hiver, un bon ensoleillement, des hiver doux (6,5 °C), soumis à la brise de mer.
Pour la période 1971-2000, la température annuelle moyenne est de 12,8 °C, avec une amplitude thermique annuelle de 14 °C. Le cumul annuel moyen de précipitations est de 928 mm, avec 12,6 jours de précipitations en janvier et 6,8 jours en juillet. Pour la période 1991-2020, la température moyenne annuelle observée sur la station météorologique la plus proche, située à Mérignac à 8 km à vol d'oiseau, est de 14,2 °C et le cumul annuel moyen de précipitations est de 924,9 mm,. Pour l'avenir, les paramètres climatiques de la commune estimés pour 2050 selon différents scénarios d’émission de gaz à effet de serre sont consultables sur un site dédié publié par Météo-France en novembre 2022.

## Urbanisme

### Typologie
Au 1er janvier 2024, Saint-Médard-en-Jalles est catégorisée grand centre urbain, selon la nouvelle grille communale de densité à sept niveaux définie par l'Insee en 2022.
Elle appartient à l'unité urbaine de Bordeaux, une agglomération intra-départementale regroupant 73  communes, dont elle est une commune de la banlieue,,. Par ailleurs la commune fait partie de l'aire d'attraction de Bordeaux, dont elle est une commune du pôle principal,. Cette aire, qui regroupe 275 communes, est catégorisée dans les aires de 700 000 habitants ou plus (hors Paris),.

### Occupation des sols

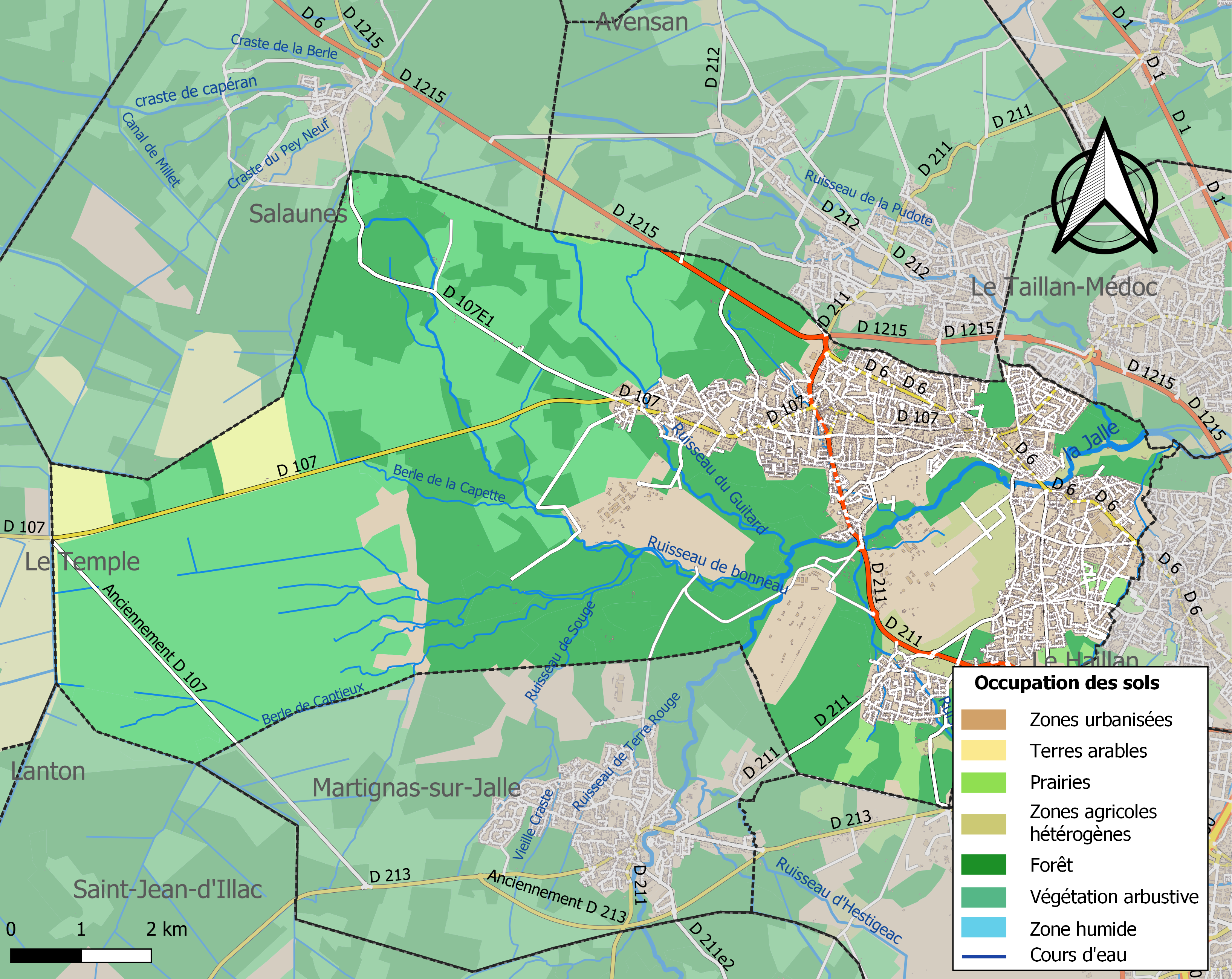
Carte des infrastructures et de l'occupation des sols de la commune en 2018 (CLC).

L'occupation des sols de la commune, telle qu'elle ressort de la base de données européenne d’occupation biophysique des sols Corine Land Cover (CLC), est marquée par l'importance des forêts et milieux semi-naturels (68,1 % en 2018), en diminution par rapport à 1990 (69,7 %). La répartition détaillée en 2018 est la suivante : 
milieux à végétation arbustive et/ou herbacée (34,2 %), forêts (33,9 %), zones urbanisées (16,1 %), zones industrielles ou commerciales et réseaux de communication (8,6 %), zones agricoles hétérogènes (3 %), terres arables (2,5 %), prairies (1,4 %), espaces verts artificialisés, non agricoles (0,2 %), mines, décharges et chantiers (0,1 %). L'évolution de l’occupation des sols de la commune et de ses infrastructures peut être observée sur les différentes représentations cartographiques du territoire : la carte de Cassini (XVIIIe siècle), la carte d'état-major (1820-1866) et les cartes ou photos aériennes de l'IGN pour la période actuelle (1950 à aujourd'hui).

### Quartiers
Les quartiers de Saint-Médard sont disposés en couronne autour de la « zone interdite » que constitue la Société nationale des poudres et des explosifs (SNPE).
1. Centre : la mairie et le « Carré des Jalles » (salle de spectacle de 792 places, médiathèque, cinéma, école de danse municipale) y sont situés ; il dispose d'écoles (maternelle et primaire), d'un collège et d'un lycée professionnel.
2. Corbiac : situé au sud-est de la ville, ce quartier majoritairement résidentiel est délimité à l'est par la commune du Haillan, au nord par le quartier de Gajac, à l'ouest par la poudrerie SNPE et au sud par la commune de Mérignac ; il dispose d'une école (maternelle et primaire), d'un centre commercial et bénéficie également de bois (bois de Corbiac et domaine de Vieilleville).
3. Caupian : situé au sud-ouest de cette ville, aux bords de la SNPE, on trouve dans ce quartier un stade sportif (plaine des Biges), le centre Louise-Michel (pour les plus jeunes) et de multiples lotissements résidentiels.
4. Gajac : situé au centre-est de cette ville, à l'est de la SNPE, ce quartier est une sorte de deuxième centre-ville, avec de nombreux commerces, le stade communal, l'espace « Ball' en Jall' » au bord de la Jalle (espace vert et terrains de sports) ; deux bâtiments remarquables s'y trouvent, le château, en haut du bourg, et le moulin en bas, sur la Jalle ; il y a également une gendarmerie et une école primaire.
5. Magudas (/magydas/) : situé au sud de Saint-Médard, à la limite de Martignas, ce quartier est entouré de forêt et plutôt accueillant, avec une forte extension pavillonnaire, un complexe scolaire (écoles maternelle et primaire), un complexe sportif (salle de sport, terrain de foot, city stade), une maison d'animation et quelques commerces.
6. Hastignan : situé au nord-ouest, entre les routes du Porge et de Lacanau, deux stations balnéaires très fréquentées, Hastignan accueille une surface commerciale et dispose d'écoles (maternelle et primaire) et d'un collège ainsi que le centre « La Grange à Léo » pour les plus jeunes, l'espace Georges-Brassens avec une piscine et l'espace sportif Léo-Lagrange.
7. Berlincan : situé à l'est, limitrophe du Haillan, ce quartier dispose d'une école maternelle, d'une zone commerciale très importante et héberge des activités artisanales.
8. Issac : situé le plus à l'ouest de la commune, il présente un habitat disséminé et abrite un établissement d'ArianeGroup, un centre équestre et un bois.
9. Cérillan : situé à l'ouest, entre Hastignan et Issac, il est, depuis 2003, en pleine expansion pavillonnaire et dispose d'une école (maternelle et primaire) et d'un bois.

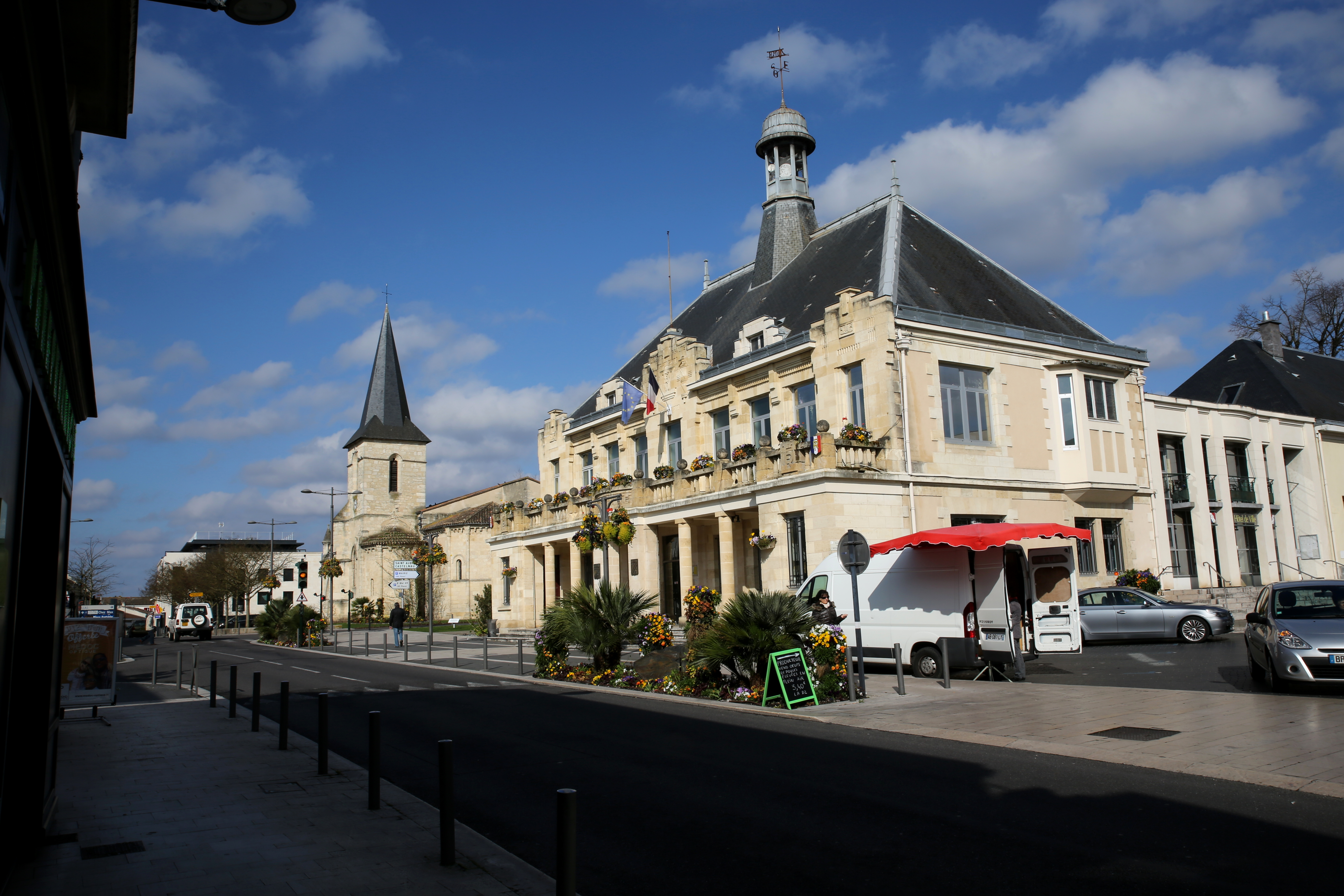
Le centre
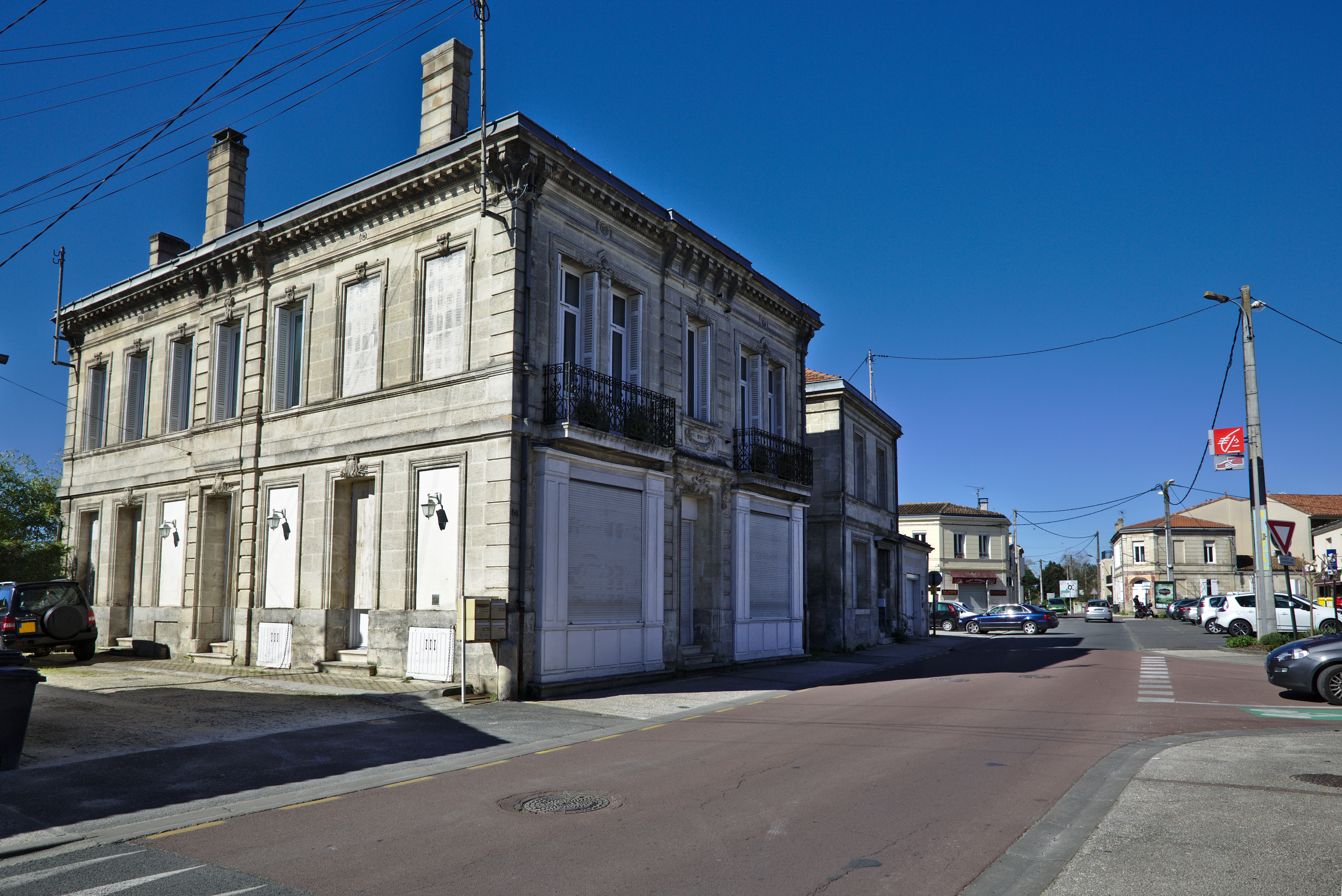
Hastignan
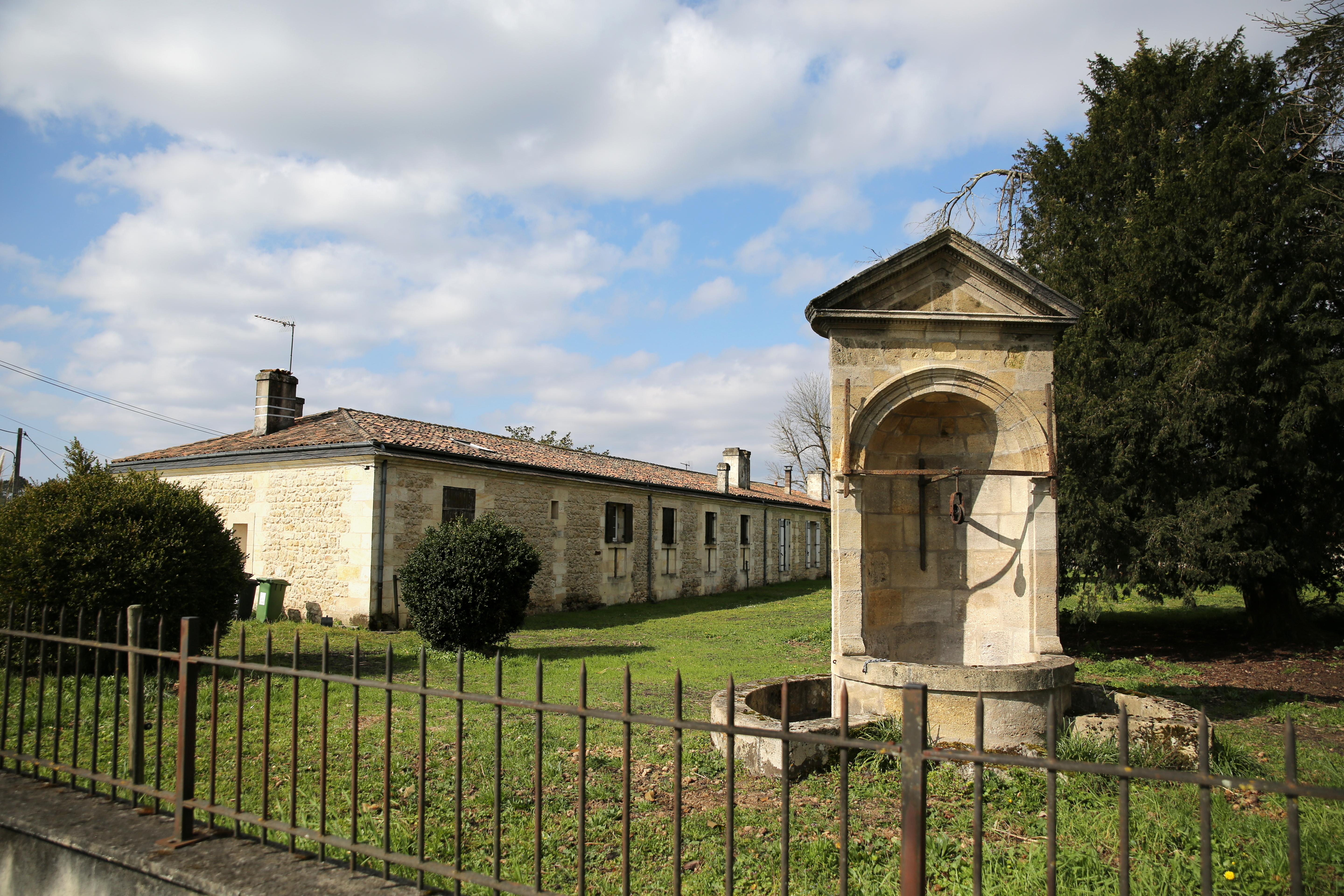
Cérillan

### Voies de communication et transports

#### Réseau routier
Saint-Médard-en-Jalles est accessible par les sorties  8 et  9 de la rocade de Bordeaux (nommée ).
La commune se situe sur la  (route de Bordeaux-Lacanau) et proche de la  (route de Bordeaux-Le Verdon). La route  contourne le centre-ville de la commune en traversant les quartiers de Magudas, Hastignan et Picot, et se dirige vers Martignas-sur-Jalle ou Saint-Aubin-de-Médoc. La route  permet de relier la commune à l'océan via Le Temple et Le Porge.

#### Réseau TBM actuel
Saint-Médard-en-Jalles est actuellement desservie par les lignes TBM suivantes:
- G 39 37 71 84

#### Réseau TBM à compter du 4 septembre 2023[14]
Un prolongement de la ligne  a été envisagé en fin des années 2010 pour desservir le centre de Saint-Médard (Carré des Jalles) depuis Bordeaux via la Boétie et le Taillan, initialement prévue pour 2022. La réalisation de cette extension n'est pas actée, l'agglomération et la Métropole de Bordeaux préférant la remplacer au profit du BHNS. Les premières rames de ce dernier circuleront à partir de 2024.
Ainsi, Saint-Médard-en-Jalles sera desservie à partir du 4 septembre 2023 par les lignes TBM suivantes:
- G (BHNS) - 30 - 37 - 39 - 71 - 84

#### Réseau TransGironde
Les lignes TransGironde 4210 et 421 relient Bordeaux à Sainte-Hélène, Le Porge et Lacanau.

#### Pistes cyclables
Plus de 49 km de voies cyclables sillonnent la commune mais, à l'exception notable de l'ancienne ligne de chemin de fer Bordeaux-Lacanau traversant la commune et reconvertie en piste-cyclable, certaines pistes sont d'une utilisation malaisée par manque de continuité entre pistes et bandes (parfois partagées avec les piétons), obligeant les cyclistes à mettre le pied à terre.

### Risques majeurs
Le territoire de la commune de Saint-Médard-en-Jalles est vulnérable à différents aléas naturels : météorologiques (tempête, orage, neige, grand froid, canicule ou sécheresse), inondations, feux de forêts, mouvements de terrains et séisme (sismicité très faible). Il est également exposé à un risque technologique,  et  le risque industriel. Un site publié par le BRGM permet d'évaluer simplement et rapidement les risques d'un bien localisé soit par son adresse soit par le numéro de sa parcelle.

#### Risques naturels
Certaines parties du territoire communal sont susceptibles d’être affectées par le risque d’inondation par débordement de cours d'eau, notamment la Jalle, le ruisseau du Monastère et la craste Courbin. La commune a été reconnue en état de catastrophe naturelle au titre des dommages causés par les inondations et coulées de boue survenues en 1982, 1999, 2006, 2008, 2009 et 2020,.
Saint-Médard-en-Jalles est exposée au risque de feu de forêt. Depuis le 20 avril 2016, les départements de la Gironde, des Landes et de Lot-et-Garonne disposent d’un règlement interdépartemental de protection de la forêt contre les incendies. Ce règlement vise à mieux prévenir les incendies de forêt, à faciliter les interventions des services et à limiter les conséquences, que ce soit par le débroussaillement, la limitation de l’apport du feu ou la réglementation des activités en forêt. Il définit en particulier cinq niveaux de vigilance croissants auxquels sont associés différentes mesures. Sur le plan de l'aménagement du territoire la commune dispose d'un plan de prévention des risques incendies feux de forêts (PPRIF).
Les mouvements de terrains susceptibles de se produire dans la commune sont des tassements différentiels.

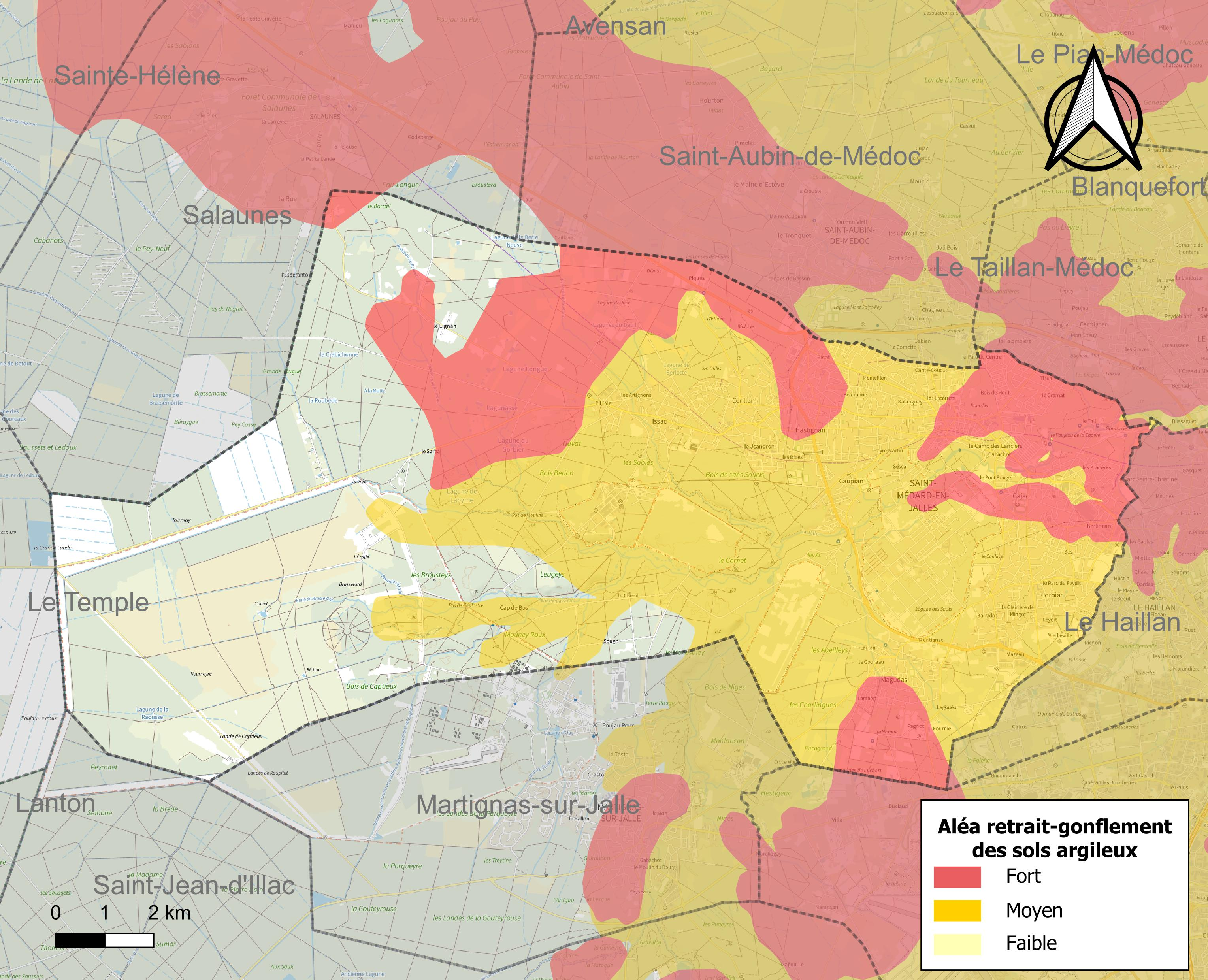
Carte des zones d'aléa retrait-gonflement des sols argileux de Saint-Médard-en-Jalles.

Le retrait-gonflement des sols argileux est susceptible d'engendrer des dommages importants aux bâtiments en cas d’alternance de périodes de sécheresse et de pluie. 63,4 % de la superficie communale est en aléa moyen ou fort (67,4 % au niveau départemental et 48,5 % au niveau national). Sur les 10 672 bâtiments dénombrés dans la commune en 2019,  10 652 sont en aléa moyen ou fort, soit 100 %, à comparer aux 84 % au niveau départemental et 54 % au niveau national. Une cartographie de l'exposition du territoire national au retrait gonflement des sols argileux est disponible sur le site du BRGM,.
Concernant les mouvements de terrains, la commune a été reconnue en état de catastrophe naturelle au titre des dommages causés par la sécheresse en 1989, 1991, 1995, 2002, 2003, 2005, 2011 et 2018 et par des mouvements de terrain en 1999.

#### Risques technologiques
La commune est exposée au risque industriel du fait de la présence sur son territoire d'une entreprise soumise à la directive européenne SEVESO.

## Toponymie

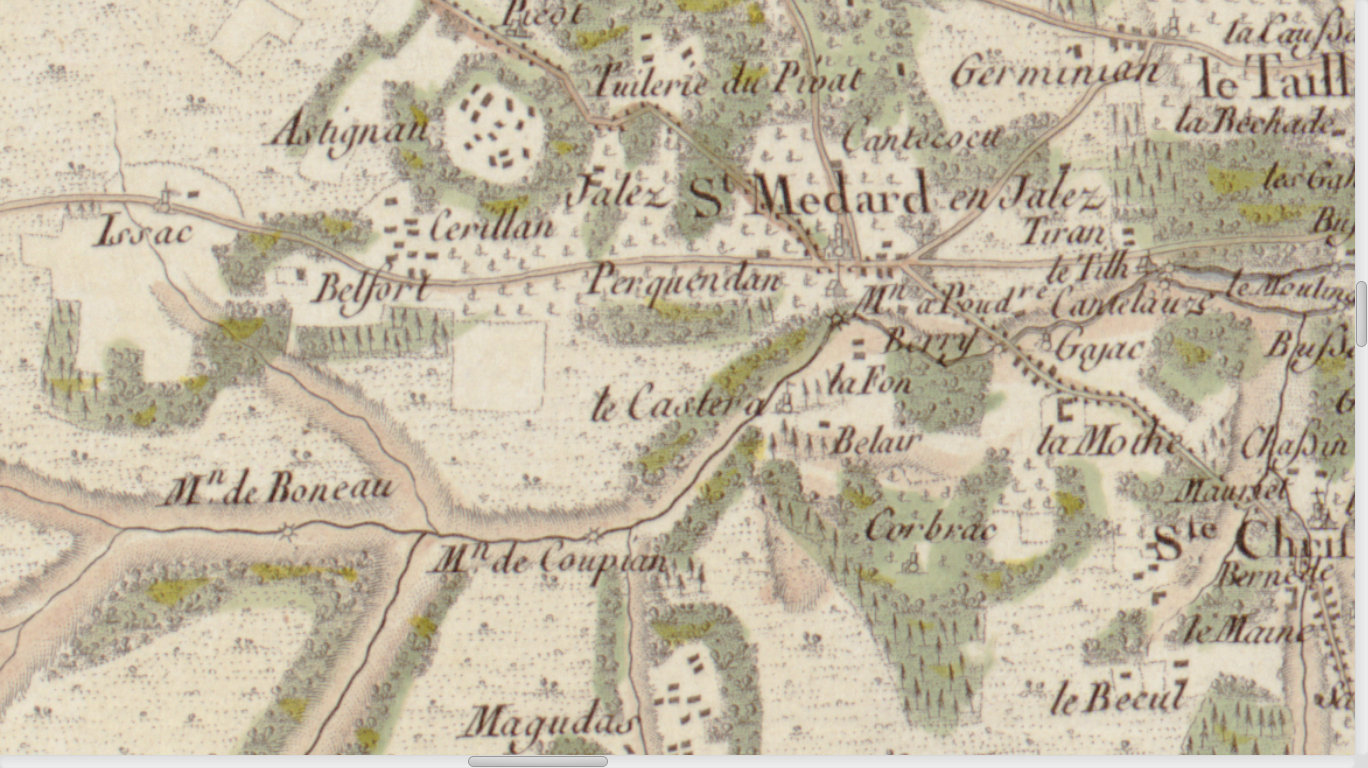
Toponymes en 1756, Cassini

Le nom de la commune est attesté, dès 1099 sous la forme Saint-Médard de Jalès : Sanctus Medardus de Jales (forme romane) ou in Jalesio (forme relatinisée). Sur la carte de Cassini, la commune est nommée St Médard en Jalez. Le nom de la commune indique donc qu'il s'agit d'une paroisse vouée à Saint Médard située en pays de Jalès, c'est-à-dire le « pays de la jale (Jalle) », nom donné aux rivières dans le Médoc.
Le nom en gascon est Sent-Medart-en-Jalés [sem.me.ˈdart].
La commune présente les microtoponymes : Berdus 'petite barthe', Berlincamp (1480 ; Berlin, Berlincan), Bialade (latin via lata 'voie large'), Bos ou Bosc 'bois', Cagarèou ou Cagaraou, Candale transféré de l'anglais Kendal, Caupian, Cérillan, Corbiac (1322) ou Courbiac, Cramat, Gajac (ou Gaïac, 'domaine de Caius'), les Escarrets, Hastignan (Hastinhan, Astignan), Issac (domaine d'Iccios), Larros, Alégnan ou Lignan (Alenhan en 1361, domaine de Helenius), Lumagne (lande aride sur la rive gauche de la Jalle), Magudas, Monteillon (Montelhon), Péricot, Piche-Lèbre, Picot, Piquès, chêne de Tanèou, Tilh (pendum de Thilia, 1275 ; l'hostau du Tilh, 1420 ; senhor de Tilh, 1441), Tiran ou Tyran. À côté des domaines de Gorre, de la Pargau 'parc à bestiaux', Cantelaude (Cante-Alaoude) ou Cante-Coucut, de nombreuses maisons tiraient leur nom de leur propriétaire (le charpentier Berri (1684), Gabachot surnom de Jean Boileau (1741), Balanguey, Feydit, Guitard, etc.)

## Histoire

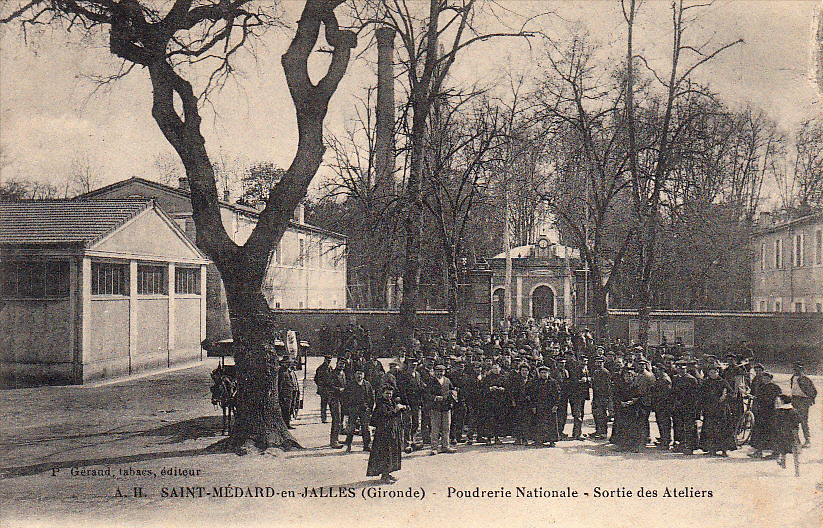
La poudrerie au début du XXe siècle.

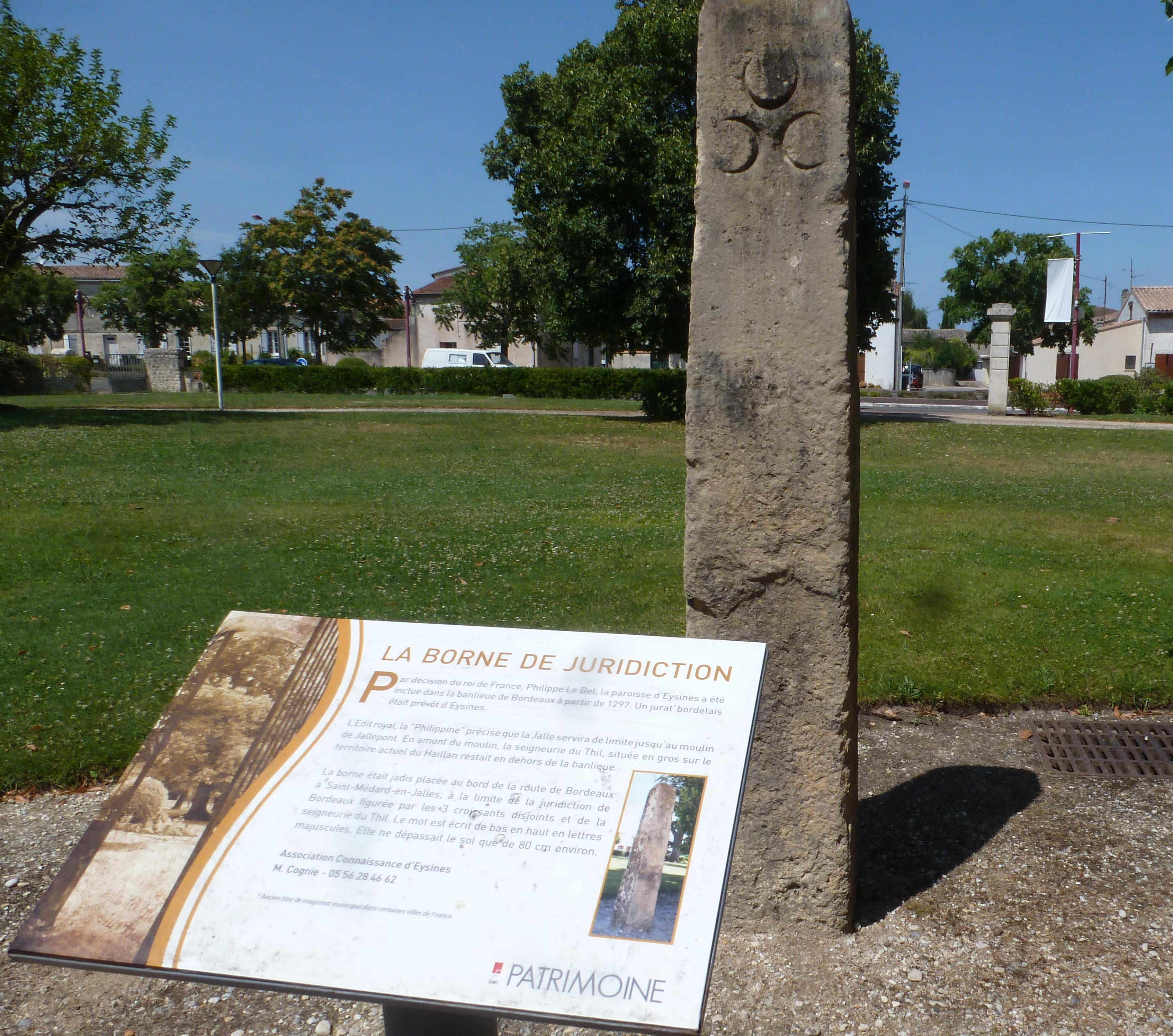
Borne de juridiction du Thil.

Les plus anciennes traces d’habitat à Saint-Médard-en-Jalles remontent aux vestiges des camps romains, affirmant ainsi la vocation militaire de la commune.
L'actuelle commune, traversée par la Jalle, se trouve partagée entre Médoc (côté bourg) et Graves (au sud de la rivière).
Elle fut le siège de plusieurs seigneuries :
- la seigneurie du Tiran-Tilh, au nord, qui s'étendait du Nord d'Eysines jusqu'à Saint-Laurent-Médoc en incluant Le Haillan et Le Taillan ;
- la seigneurie éponyme de Jalès, dite aussi dans les textes anciens de Jalez ou d'Astignan ; s'étendait du bourg à Picot où subsiste la motte castrale de Bialade ; la maison noble de Jalès (tenue par la famille de Grailly/Grély) se trouvait rue de Grailly à Hastignan[31] (derrière l'établissement Jossomme) ;
- la seigneurie de Belfort, dont l’influence s'étendait sur Cérillan, Issac et les moulins de Caupian et de Bonneau ;
- la seigneurie de la Mothe-Gajac, dont le château de Gajac, datant du XVe siècle, bâti sur une ancienne motte, dominait les villages de Bos et de Villenave ;
- la seigneurie de Corbiac, probablement attachée au Castéra (une ruine de château fort aujourd'hui incluse dans l'enceinte de la poudrerie) ;
- la seigneurie de Magudas.

En 1295 la charte philippine accorda aux jurats de Bordeaux le droit de haute, moyenne et basse justice jusqu'à la Jalle. Néanmoins c'est le seigneur de Veyrines qui l'exercera sur le Sud de la commune jusqu'au 7 octobre 1526 où le prévôt d'Eysines sera désigné par le maire et les jurats de Bordeaux pour assurer cette fonction. Au nord de la Jalle, il y avait deux juridictions, celle de saint-Médard et celle de Belfort.
Le 11 décembre 1345, Jeanne de Caupenne épouse de Gassion de La Marque endetté et sans enfant, cède les deux seigneuries de Tiran et de Bussac en Cernès, sur lesquelles elle a des droits hérités de son grand-père maternel, Gombaud de Tiran, à Bérard Ier de Vayres, cadet de la famille d'Albret. Ce dernier meurt avant d'avoir pu faire valoir ses droits sur ces seigneuries, mais son fils Bérard II de Vayres les récupère plus tard.
En 1660, le sieur Jéhan Dupérier, négociant, achète un terrain à Henri de Montaigne sur lequel il construit six moulins à poudre situés entre les moulins à grains de Gajac et de Caupian. Jehan Dupérier trouva la mort trois ans plus tard dans une des nombreuses explosions qui émaillèrent le début de cette activité, hasardeuse à cette époque. Une ordonnance du 26 mai 1666 autorise le fermier général Berthelot, « commissaire général des poudres et salpestres », à racheter à Marie Reculé, veuve de Jéhan Dupérier, le site et les moulins endommagés. L'affaire sera conclue le 7 février 1671. Sise initialement à l'emplacement de l’allée Dordins, la « Ferme générale des poudres et salpêtres » (1665) sera déclarée en 1679 « Poudrerie Royale », puis Nationale après la révolution. Elle devient très vite un établissement de première importance dans la production de poudre pour les armées justifiant la présence de camps militaires. Un orage, le 10 février 1783, détruit la poudrerie en provoquant l'explosion du grenier des moulins à poudre (où étaient entreposées 22 tonnes de poudre noire).
La seconde moitié du XVIIIe siècle est marquée par les essais de défrichements encouragés par la politique royale et les recherches des physiocrates, pour faire face au problème de ravitaillement en grains provoqué par les plantations croissantes de vignes entre 1725 et 1754. Les communautés locales, pour lesquelles les padouens sont indispensables au pacage de leur bétail et la production de fumure, seul moyen d'enrichir le sol, s'y opposent souvent avec violence. Les défrichements bénéficient même d'une exemption fiscale de vingt ans.
Le 14 décembre 1789 marque la naissance officielle de la commune de Saint-Médard-en-Jalles (effective au 1er mars 1790). Le 28 prairial II, un Saint-Médardais écrit « Nous avons notre église en Temple de la Reson et nous avons le club le quintidi et le décady. ». Le curé Linars qui avait prêté serment à la Constitution civile du clergé — « pour rester parmi vous », expliqua-t-il — reprendra le culte en fructidor III. Au cours de la période de la Convention nationale (1792-1795), la commune a adopté le nom révolutionnaire de Fulminante-sur-Jalles. Il n'a pas survécu à la Terreur.

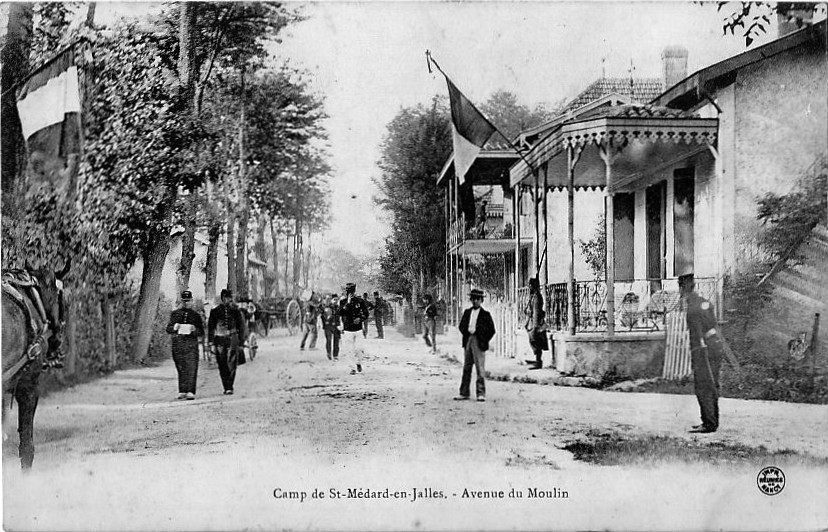
Maison de l'État-Major au camp de Caupian.

Le 7 août 1845 le Duc d'Aumale prit le commandement de 25 000 hommes stationnés dans la commune : la cavalerie sur la Lumagne, depuis connue sous le nom de « camp des lanciers », l'infanterie sur la rive gauche de la Jalle de Caupian à l'actuelle poudrerie. Il résida avec son frère le Duc de Nemours au château de Belfort. Le dispositif sera levé le 10 septembre 1845 mais le camp de Caupian perdurera jusqu'au XXe siècle.
En 1811, la poudrerie comporte 2 moulins et 40 pilons. En 1876, les moulins sont remplacés par des machines à vapeur. En 1884, elles sont à leur tour remplacées par une centrale à vapeur « télédynamique ». L'activité poudrière prendra un grand essor avec la mise en production vers 1886 de la poudre B sans fumée. La nouvelle poudrerie s'installe sur la rive droite. La commune se développe avec l’installation d’une main d’œuvre nombreuse autour de l’usine. La poudrerie emploie au début du XXe siècle environ 300 personnes (et jusqu'à 18 000 pendant les deux conflits mondiaux).
On cultivait à Saint-Médard le seigle, le millet et le chanvre ; les moutons paissaient dans les « brousteys ». Beaucoup de personnes vivaient du bois (résiniers, menuisiers, tonnelier, sabotier, production de carassons). Au début du XXe siècle, on recense 150 laitiers et 110 maraichers en bordure de Jalle. De nombreuses Saint-Médardaises vivaient de l'activité de « blanchisseuse » à Gajac ou Magudas principalement au service de grands hôtels ou de particuliers bordelais. L'activité aura été florissante jusque dans les années 1920 ; la dernière lavandière est recensée en 1965.
Après la défaite de 1940, le camp de Souge devient, avec plus de 300 morts, le deuxième lieu d’exécution nazi en France après le Mont Valérien. La nuit du 29 au 30 avril 1944, la commune est ébranlée par le bombardement allié sur la poudrerie.
Dès 1961, se crée autour de la poudrerie un pole spécialisé dans la propulsion solide avec des centres d'essais et des sociétés d'aéronautique qui formeront le CAEPE (DGA Essais de missiles) le 1er janvier 1967 puis la SNIAS (Airbus) le 1er janvier 1970.
Le 8 mars 1971, la Poudrerie devient la SNPE. Le Groupe SNPE regroupe sur le site les sociétés Roxel et SNPE matériaux énergétiques (SME) spécialisées dans le domaine des systèmes de propulsion à poudre pour les secteurs civils et militaires et dans la sécurité automobile (air bag). En 2012, la SME fusionne avec l'ancienne SEP du Haillan pour former la société Herakles.
Envisagé depuis longtemps, le regroupement des activités complémentaires que sont la propulsion et les lanceurs devient effectif le 1er juillet 2016 dans le cadre de la coentreprise Airbus Safran Launchers, renommée ArianeGroup un an après.
D’une manière générale, cet héritage industriel permet aujourd’hui à Saint-Médard-en-Jalles de s’afficher comme une ville de pointe en matière de haute technologie, notamment dans les secteurs aéronautique et spatial.
En octobre 2022, une campagne de fouilles archéologiques, sous la direction du Centre d'archéologie préventive de Bordeaux Métropole, met au jour 660 sépultures entre l'hôtel de ville et l'église.

### Liste des maires

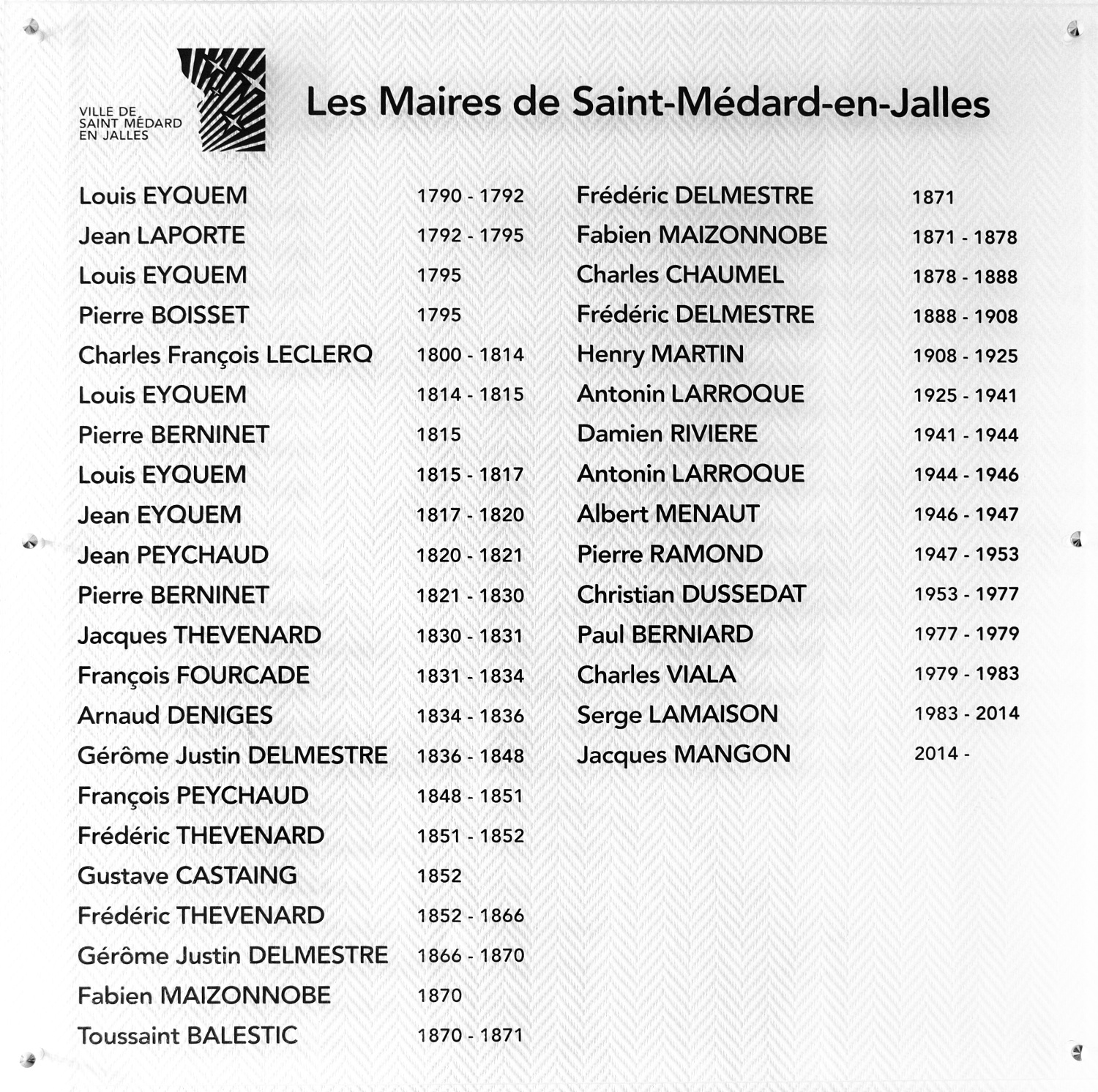
Liste des maires affichée en mairie.

## Politique et administration

### Historique de l'équipement de la commune

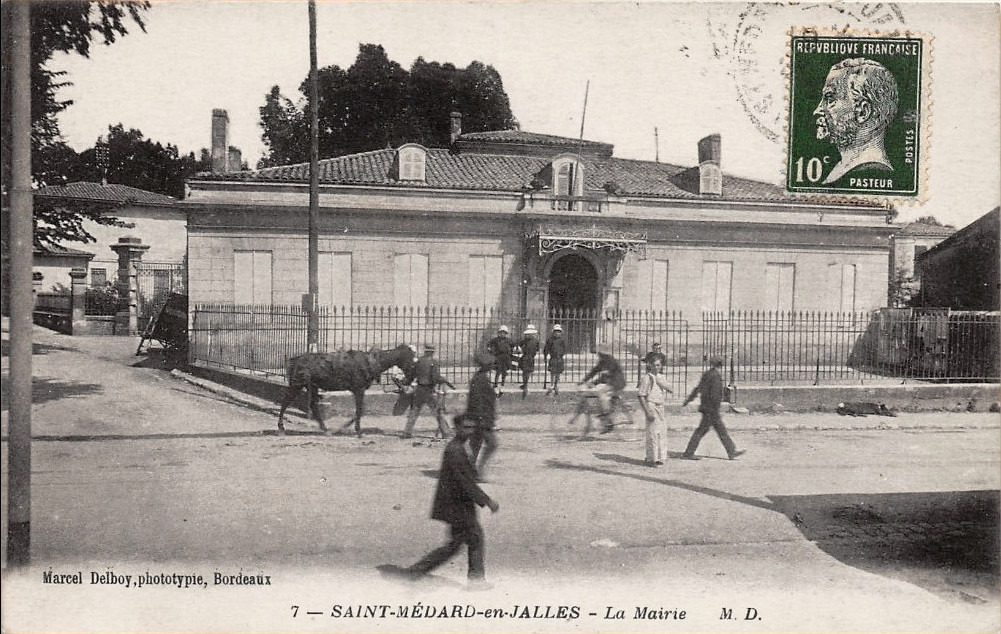
La mairie avant 1936.

Route de LacanauEn 1756, Tourny fit construire une nouvelle route de Lacanau, rectiligne et pointant vers le clocher de l'église ; c'est l'actuel chemin du Roy. Depuis, la départementale 6, l'actuelle avenue du Général-de-Gaulle, s'est réorientée vers Picot. Enfin, la déviation ouverte en 1979 (RN 215 puis D 1215), contourne Saint-Médard par le nord ; elle est prolongée jusqu'à la rocade A630 en décembre 2003.
PontsPour rejoindre Saint-Médard en provenance de Bordeaux, il fallait traverser le gué situé en aval du moulin de Gajac, puis la jalère aujourd'hui asséchée. Le premier pont dans la commune est le « pont rouge » qui relie Corbiac au bourg. Ce pont en briques à une seule arche, construit en 1826, s'effondra mais sera reconstruit. Il faudra attendre 1832 pour qu'un pont soit construit à Gajac. Réalisé à l'économie, ce pont de bois à une travée est sous-dimensionné tant vis-à-vis du trafic que des eaux. Une crue l'emportera. Le pont actuel à deux arches en pierre le remplacera en 1849. Le pont de Caupian suivra, toujours au XIXe siècle.
CaptageEn 1841, est mis en place le projet de captage des sources du Thil ; un aqueduc sera construit en 1857 jusqu'au réservoir Paulin à Bordeaux. En 1908, s'implante à Berdus une usine de refoulement des eaux de Cap-de-Bos vers l'ancien réservoir de la Forêt à Eysines.
TélégrapheLe 10 janvier 1875, une liaison télégraphique est établie entre Bordeaux et Saint-Médard (poudrerie et mairie).
TrainLes besoins de l'exploitation forestière en Médoc ont conduit à la construction de la ligne de chemin de fer secondaire entre Bordeaux et Lacanau. S'embranchant sur la ligne du Médoc à Bruges, elle contourne Eysines et le Haillan pour rejoindre Saint-Médard en longeant la jalle puis la poudrerie où se trouve la gare. Cette ligne n'a pas servi qu'au transport de marchandises ; elle a aussi donné aux Saint-Médardais, dès 1906, le goût des dimanches passés à l'Océan. Une halte plus centrale a été réclamée par la population ; elle ouvrit le 1er novembre 1886 à l’intersection de la route de Bordeaux (l'actuelle avenue Montaigne). Une autre gare  est située à Issac. La ligne a été fermée en 1978 et sa voie transformée, vers 1980, en piste cyclable aujourd'hui très fréquentée par les promeneurs à pied, à vélo, en rollers ou avec poussette… La gare, désormais halte cycliste, accueille un restaurant et une aire de jeux également très appréciée. La portion de voie conservée à proximité de la gare a accueilli deux voitures-lits historiques qui y servaient de gîte. Elles y ont été malheureusement très endommagées et ont fini à la ferraille en 2002,. Ne reste plus aujourd'hui que la locomotive 030T Couillet no 1706 de 1913 et un wagon couvert.
ÉlectricitéL'électricité arrive à la poudrerie en 1886.
MairieLa première mairie de Saint-Médard-en-Jalles était située entre les écoles, avenue Montaigne à l'emplacement de l'immeuble Montaigne. C'est en 1886 que la commune prend possession d'une maison appartenant à Me Thévenard et proche de l'église pour en faire la nouvelle mairie. En 1936, Antonin Larroque inaugure la mairie telle que nous la connaissons aujourd'hui, agrandie d'un étage et d'un auvent sur colonnes.

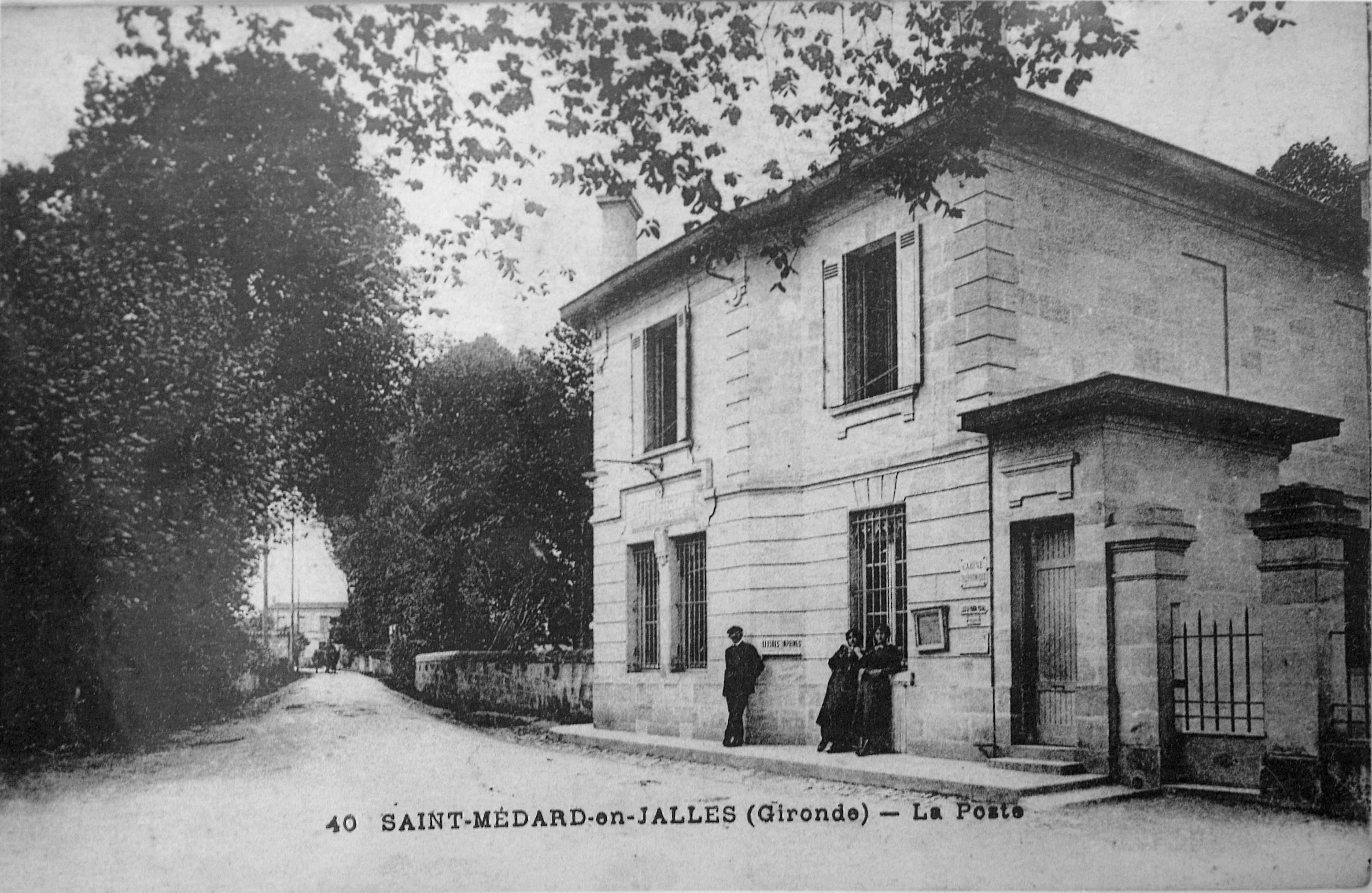
L'ancienne poste.

PosteL'ancienne poste, actuelle propriété de la CPAM située route de saint-Aubin derrière la mairie, a été transférée, en 1976, place de la République dans un bâtiment qui remplace l'ancien hôtel Gaillard. Cet hôtel-restaurant donnait au début du XXe siècle des bals où aimaient se retrouver les notables.
TramwayUn service omnibus en voitures hippomobiles a été mis en place en octobre 1830 entre la place Gambetta et le centre de Saint-Médard. Cette patache cèdera sa place à un tramway électrique, très moderne pour l'époque, qui est inauguré en grande pompe le 26 avril 1900. La ligne emprunte l'axe direct Barrière Saint-Médard - Le Haillan - Saint-Médard, dont il dessert la rue principale jusqu'à son terminus (l'actuelle gare routière). En 1950, il doit s'effacer devant le développement automobile. Cette ligne directe n'a pas été réactivée par le nouveau réseau de tram TBM.
TéléphoneLe téléphone est installé à la mairie en 1908.
PiscinesLa piscine en plein air de Gajac a été ouverte au public le 3 juillet 1960 en même temps que le stade Robert-Monseau. Située sur un terrain où se trouvait un lavoir, elle est désormais remplacée par une aire de sports de sable : Ball' en Jall'. Entretemps, la piscine Tournesol d'Hastignan a été ouverte en 1980. Elle a été remplacée en 2007 par l'actuel espace nautique.
Centre culturelLe centre culturel, actuel Carré des Jalles, a été inauguré le 19 décembre 1970 par Jacques Chaban-Delmas sur l'ancien champ de foire devenu pour l'occasion jardin à la française.
Le centre Pierre-Mendès-France a remplacé les anciens bains-douches (1938-1984). La caserne des pompiers s'est installée dans l'ancien casino, propriété de M. Larroque. Les bals qu'y donnaient l'orchestre de Maxime Julien attiraient de nombreux Saint-Médardais. Il était aussi doté d'une salle de cinéma.

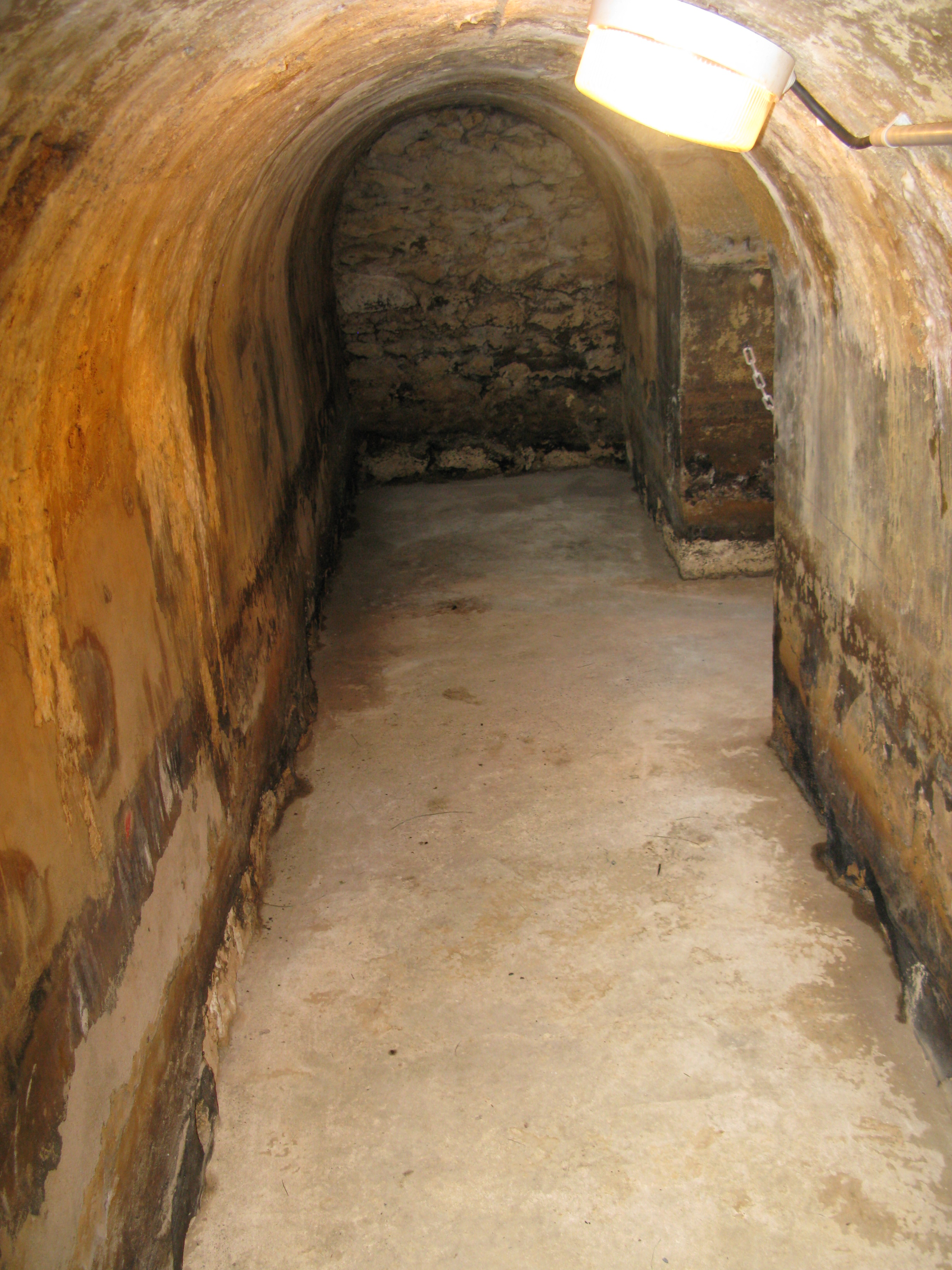
L'aqueduc du Thil.
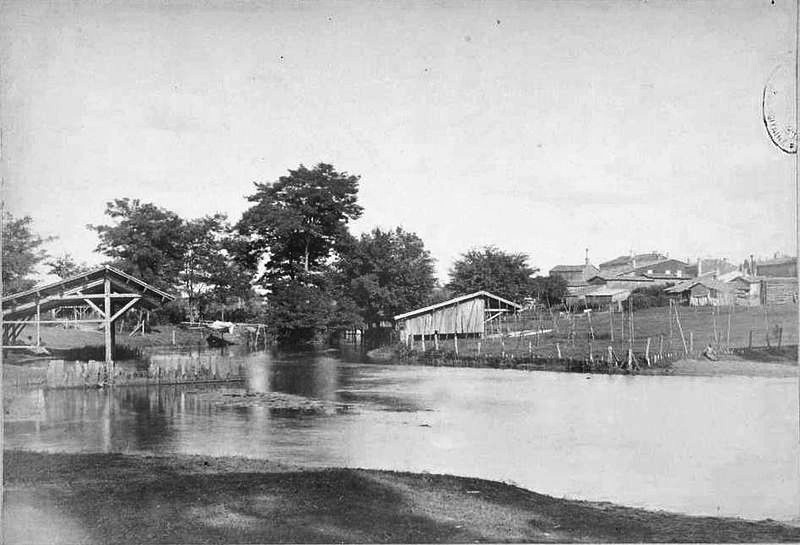
Lavoirs sur la Jalle.
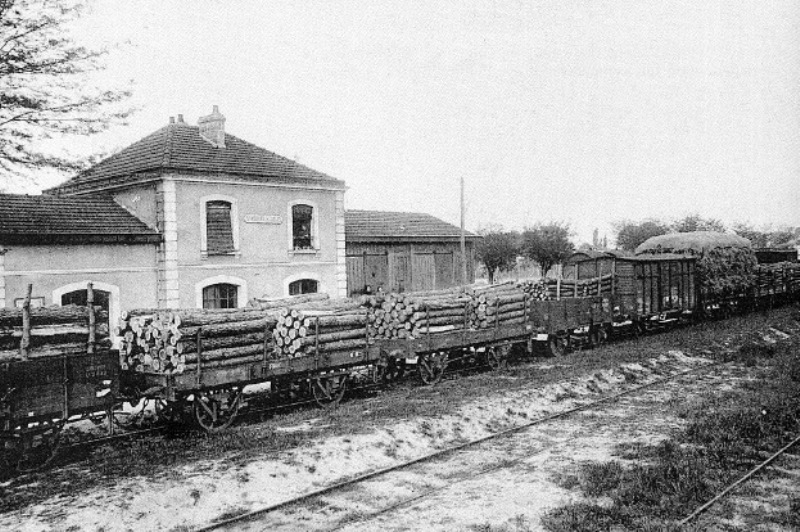
La gare.
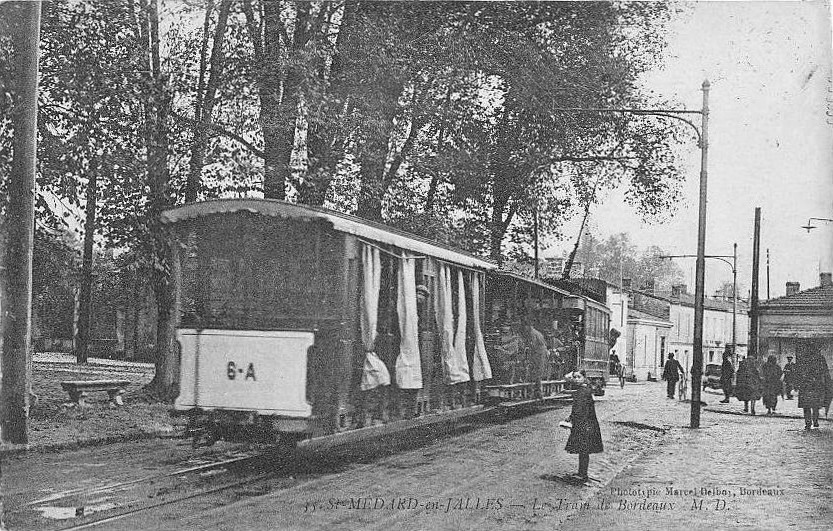
Le tram passant devant l'église.
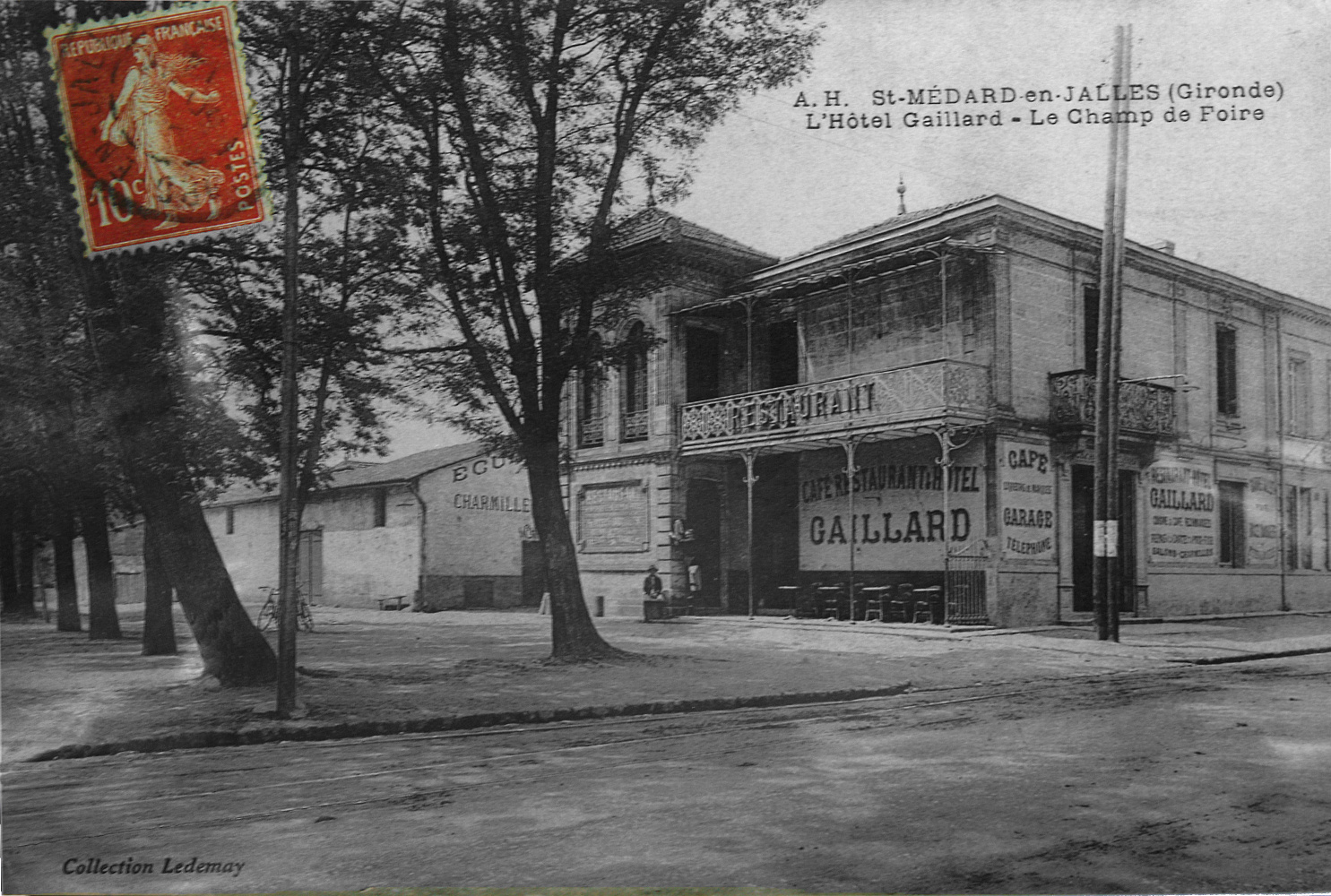
L'hôtel Gaillard face au champ de foire.
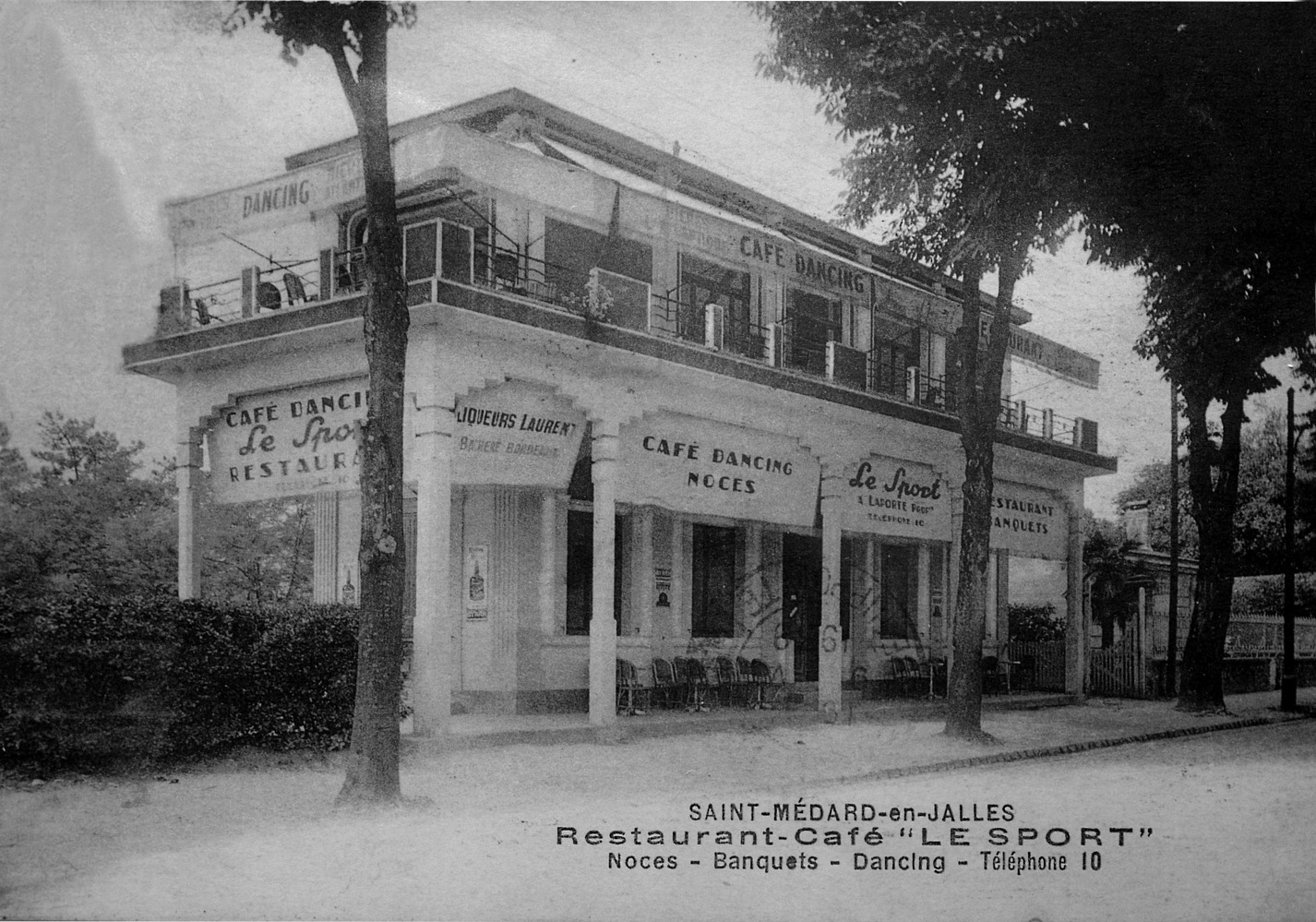
Le café près de la halte.

### Jumelages
- Merzig (Allemagne) depuis 1986
- Almansa (Espagne) depuis 1990
- Sabaudia (Italie) depuis 1990[57]

### Politique environnementale
Dans son palmarès 2024, le Conseil national de villes et villages fleuris de France a attribué trois fleurs à la commune.

## Population et société
Les habitants de la commune sont appelés les Saint-Médardais.

### Démographie
L'évolution du nombre d'habitants est connue à travers les recensements de la population effectués dans la commune depuis 1793. Pour les communes de plus de 10 000 habitants les recensements ont lieu chaque année à la suite d'une enquête par sondage auprès d'un échantillon d'adresses représentant 8 % de leurs logements, contrairement aux autres communes qui ont un recensement réel tous les cinq ans,.

En 2022, la commune comptait 32 749 habitants, en évolution de +5,79 % par rapport à 2016 (Gironde : +6,91 %, France hors Mayotte : +2,11 %).
| 1793  | 1800  | 1806  | 1821  | 1831  | 1836  | 1841  | 1846  | 1851  |
| ----- | ----- | ----- | ----- | ----- | ----- | ----- | ----- | ----- |
| 1 599 | 1 195 | 1 277 | 1 444 | 1 667 | 1 643 | 1 822 | 1 898 | 1 988 |

| 1856  | 1861  | 1866  | 1872  | 1876  | 1881  | 1886  | 1891  | 1896  |
| ----- | ----- | ----- | ----- | ----- | ----- | ----- | ----- | ----- |
| 2 174 | 2 315 | 2 531 | 2 613 | 3 001 | 3 272 | 3 454 | 3 925 | 3 890 |

| 1901  | 1906  | 1911  | 1921  | 1926  | 1931  | 1936  | 1946  | 1954  |
| ----- | ----- | ----- | ----- | ----- | ----- | ----- | ----- | ----- |
| 4 407 | 4 884 | 5 046 | 5 277 | 5 135 | 5 105 | 5 144 | 6 037 | 5 924 |

| 1962  | 1968  | 1975   | 1982   | 1990   | 1999   | 2006   | 2011   | 2016   |
| ----- | ----- | ------ | ------ | ------ | ------ | ------ | ------ | ------ |
| 6 967 | 8 955 | 16 265 | 18 665 | 22 064 | 25 566 | 26 934 | 28 348 | 30 956 |

| 2021   | 2022   | - | - | - | - | - | - | - |
| ------ | ------ | - | - | - | - | - | - | - |
| 32 538 | 32 749 | - | - | - | - | - | - | - |

| selon la population municipale des années : | 1968 | 1975 | 1982 | 1990 | 1999 | 2006 | 2009 | 2013 |
| Rang de la commune dans le département      | 14   | 13   | 12   | 7    | 6    | 6    | 6    | 6    |
| Nombre de communes du département           | 548  | 543  | 543  | 542  | 542  | 542  | 542  | 542  |

### Éducation
La commune compte sept établissements d'enseignement pré-élémentaire, sept établissements d'enseignement élémentaire et trois établissements d'enseignement secondaire (deux collèges et un lycée professionnel). Deux autres collèges et un lycée d'enseignement général se situent sur les communes limitrophes (Le Haillan et Saint-Aubin-de-Médoc).

### Sports

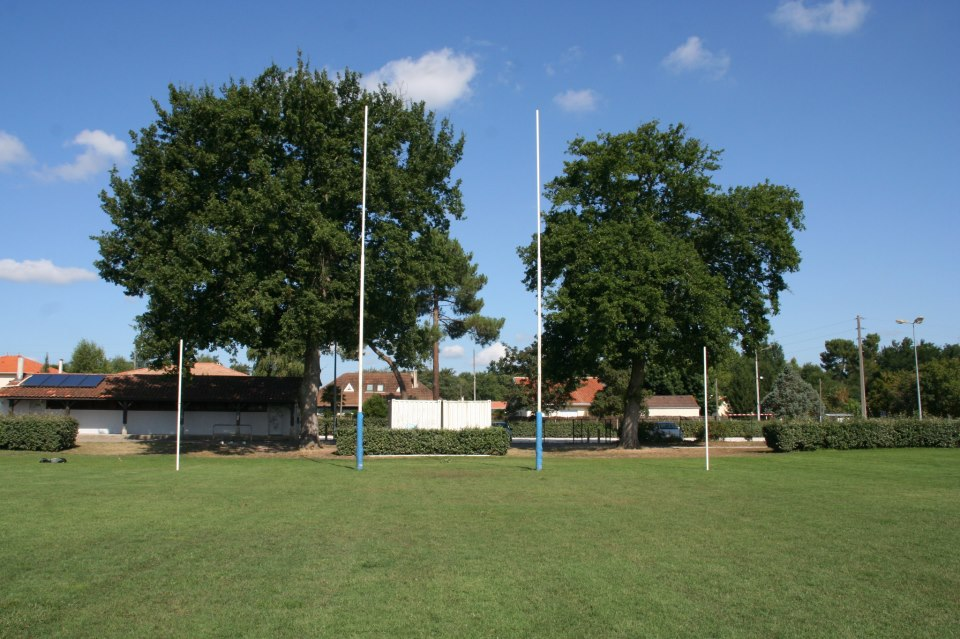
Terrain des Bords de Jalles

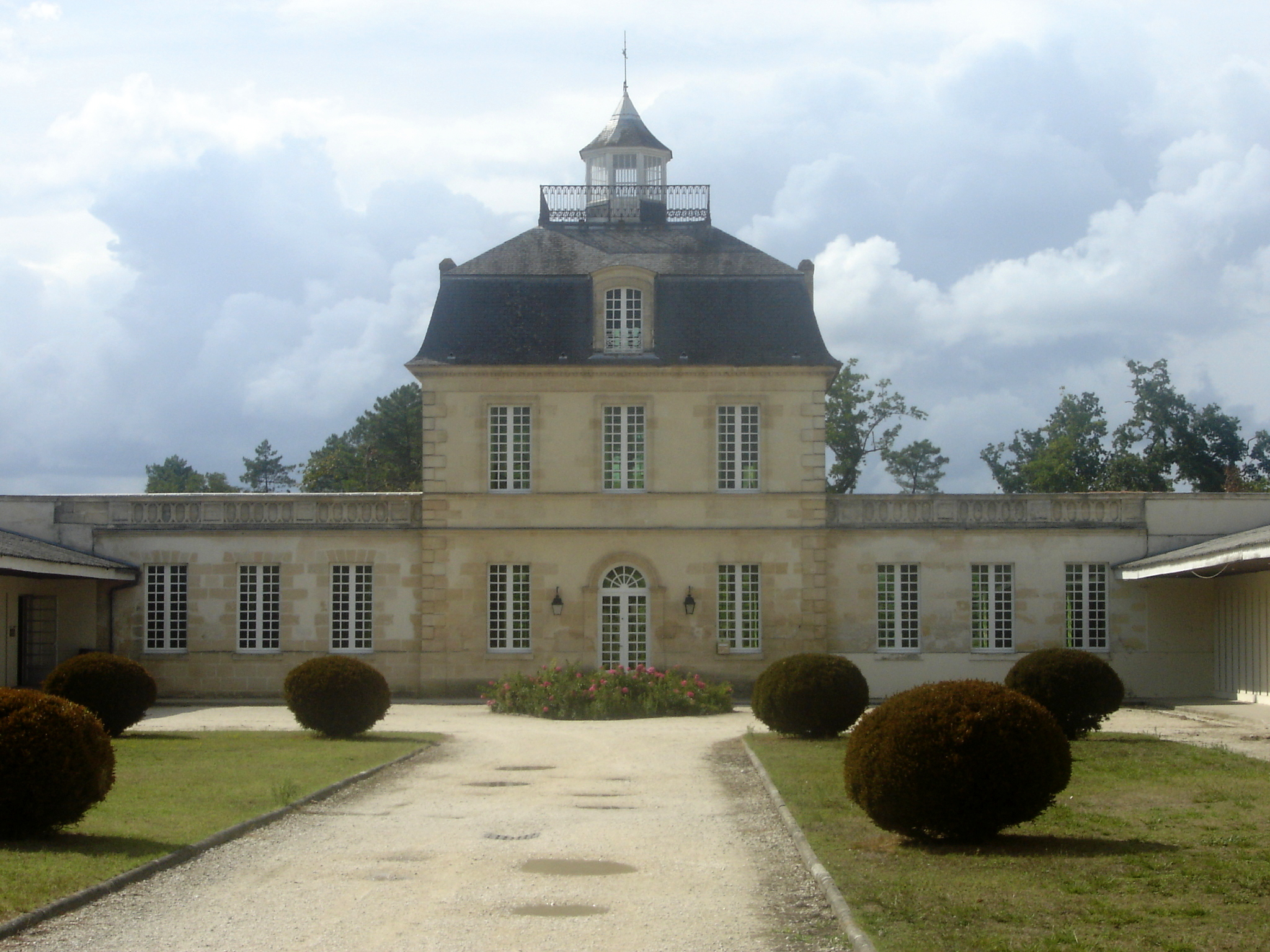
Château de Belfort

#### Clubs sportifs
- Multi-sports : ASSM (Association sportive de Saint-Médard-en-Jalles) (athlétisme, gymnastique et trampoline, judo, natation, tennis, volley-ball, boxe Thaï, etc.)
- Football : Football club de Saint-Médard-en-Jalles (FCSMJ), auparavant Section football de l'ASSM
- Rugby à XV : Saint Médard rugby club (SMRC), auparavant Section rugby de l'ASSM
- Basket-ball : Saint-Médard Basket (SMB), auparavant Section basket de l'ASSM
- Handball : SMH (Saint-Médard Handball)
- Course d'Orientation : SMOG (Saint-Médard Orientation Gironde)
- Tir à l'arc : SMAJ (Saint-Médard Archers des Jalles)
- Tennis : Tennis Club Hastignan
- Haltérophilie : SMJH (Saint-Médard-en-Jalles haltérophilie)
- Danse : jazz, country (Geste & Forme, Hastignan)
- Équitation : UCPA Saint-Médard sis au château de Belfort
- Surf casting : club associatif de pêche en bord de mer
- Roller : Roller Bug
- Escrime : Saint Médard escrime
- Cyclisme : Vélo Sport Magudas ht, Team Saint-Médard
- Football australien : Bordeaux Bombers
- Taekwondo : Club de taekwondo de Saint-Médard-en-Jalles
- Judo : Racing-club Hastignan
- Athlétisme
- Club canin : Tactichien
- Tennis de table : LHSMTT. (Le Haillan-Saint-Médard-en-Jalles Tennis de table)
- Hockey sur gazon : Hockey-club des Jalles
- Badminton[67] : BCSMJ (Badminton club de Saint-Médard en Jalles)

#### Équipements sportifs

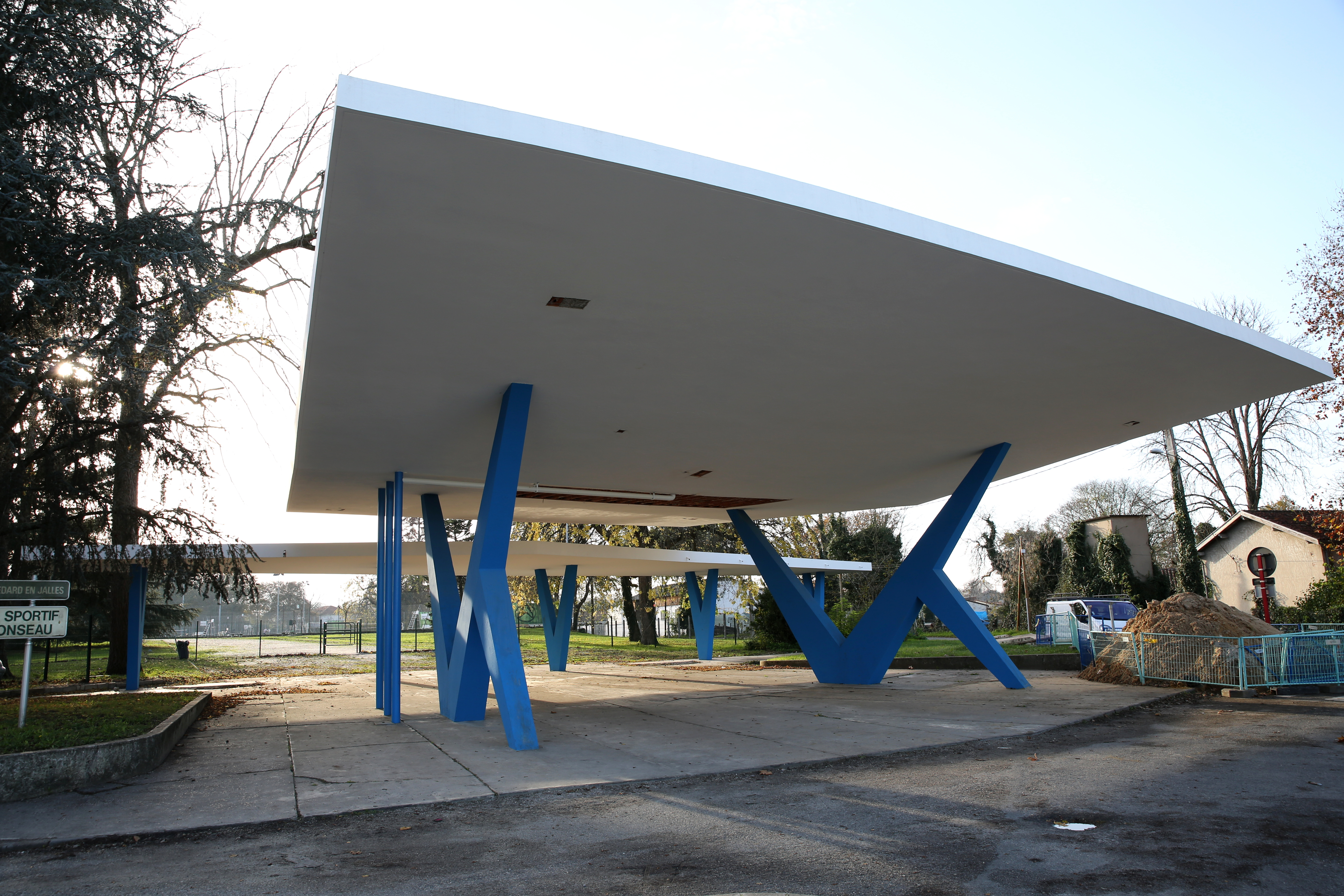
L'entrée du stade Robert-Monseau

- Complexe Robert-Monseau : stade (4 terrains pour le foot et le rugby, des terrains de tennis, un Cosec et un espace roller).
- Espace aquatique : piscine
- Espace Georges-Brassens :  fronton de pelote basque, deux terrains de basket extérieurs, un terrain de handball extérieur, un city stade et un boulodrome
- Centre équestre, château de Belfort
- Espace bords de Jalle : un terrain de football, deux terrains de football à 7, un terrain de rugby et un pas de tir à l’arc.
- Espace Ball' en Jall' : aire pour la pratique des sports de sable
- Espace Léo-Lagrange : salle omnisports, dojo, terrains de tennis et terrain de football
- Espace Magudas : salle omnisports, terrain de football et city stade
- Gare cycliste : mini golf et city stade
- Plaine des Biges : quatre terrains de football, vestiaires
- Salle Ariane : salle omnisports et terrain de handball
- Cérillan : city stade et salle Olympie (salle omnisports)
- Les Sources : city stade

### Culture

#### Le Carré des Jalles
Le Carré des Jalles est un pôle culturel regroupant un théâtre, un espace d'exposition, une médiathèque, une école de musique, une école de danse et un cinéma avec  3 salles de projection (750 places, 238 places et 120 places).
Depuis 2010, le théâtre Le Carré (Saint-Médard-en-Jalles) et Les Colonnes (Blanquefort) ne font plus qu’un, ou plutôt les deux espaces sont désormais animés par une seule et même équipe. Un projet culturel commun unit donc 2 salles de la métropole et leurs territoires.

#### Internet
En 2011, la commune de Saint-Médard-en-Jalles a été récompensée par le label « Ville Internet @@@@@ ».

#### Ciné Drones
La première édition du festival CinéDrones est organisée le 10 juillet 2015 au cinéma de Saint-Médard-en-Jalles. C’est la technopole Bordeaux Technowest, très impliquée dans le développement de la filière drones en Aquitaine, qui organise ce festival international de films intégrant des prises de vue de basse et moyenne altitude par drones. Le président d'honneur est Christophe Lambert. La Chine est le pays invité.

#### Big Bang
Le festival Big Bang, dédié à l'air et à l'espace, a lieu tous les ans depuis 2016. Pendant quelques jours, de nombreux ateliers, conférences, expositions et concerts sont organisés dans le centre-ville.

## Économie

### Revenus de la population et fiscalité
En 2010, le revenu fiscal médian par ménage était de 38 249 €, ce qui plaçait Saint-Ménard-en-Jalles au 3 568e rang parmi les 31 525 communes de plus de 39 ménages en métropole.

### Emploi
Le taux de chômage, en 2014, pour la commune s'élève à 10 %, un chiffre inférieur à la moyenne nationale (10,4 %).

### Industrie

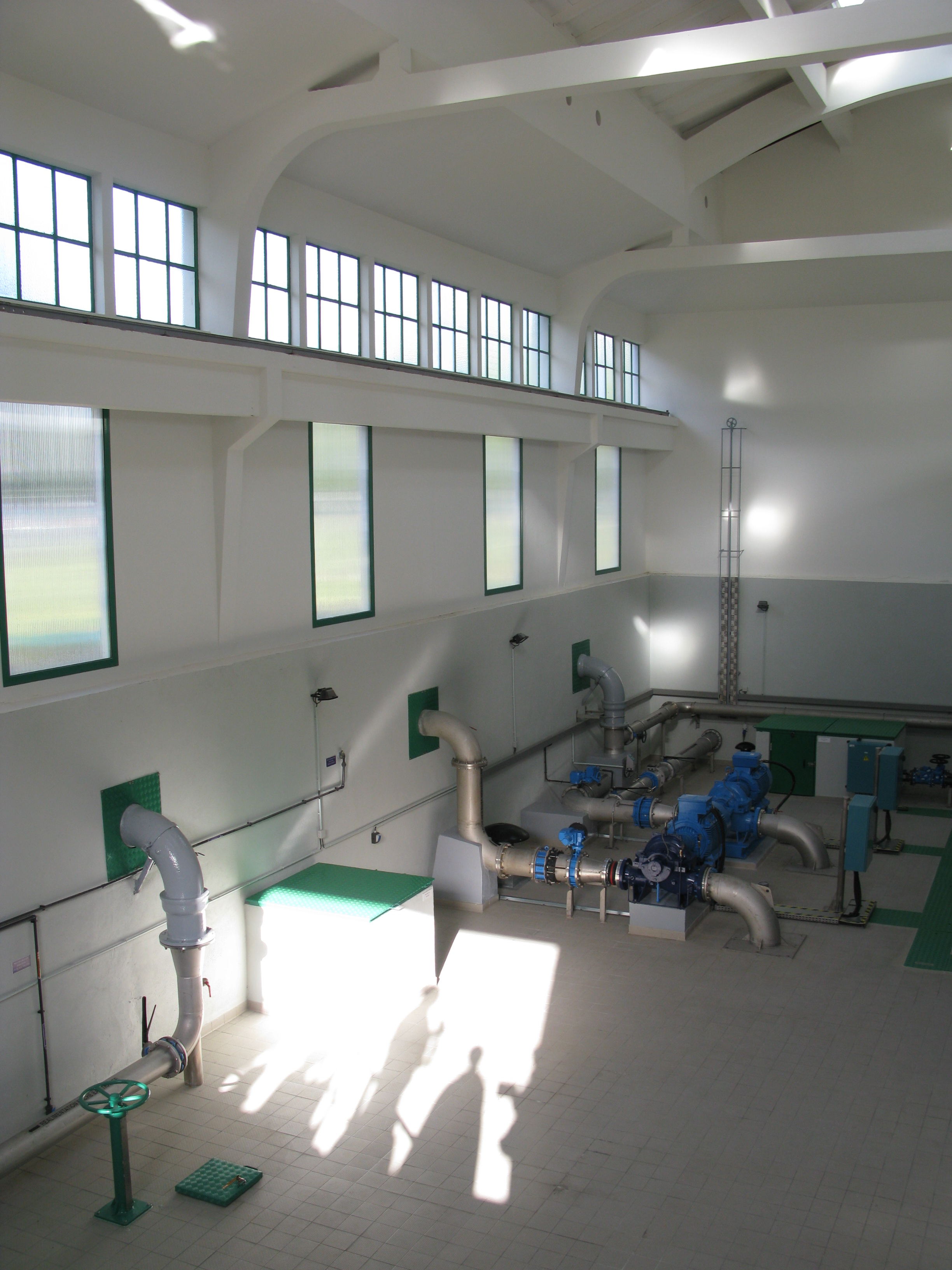
Usine de potabilisation de Gamarde

Saint-Médard-en-Jalles est au centre de l'industrie des lanceurs spatiaux, accueillant trois des quatre établissements girondins du secteur :
- le site de DGA Essais de missiles (ex-CAEPE), établissement de la direction générale de l'Armement où sont testés les moteurs de missiles (fabriqués dans la commune voisine du Haillan) ;
- les sites d’ArianeGroup :
  - le site de la poudrerie (ex-SNPE), où sont élaborés les propergols des moteurs de fusée à poudre et des générateurs de gaz pour coussins gonflables de sécurité (« airbags ») ;
  - l'établissement d'Issac (ex Airbus Defence and Space, Astrium Space Transportation, Aérospatiale), spécialisé dans les véhicules spatiaux.

Un autre site (ex-Snecma Propulsion Solide, dont une antenne se trouve à Saint-Médard-en-Jalles), est situé dans la commune voisine du Haillan.
Bordeaux Aéroparc : pôle de compétitivité voué au développement aéronautique, issu d’un partenariat public-privé et localisé sur trois communes (Mérignac, Le Haillan et Saint-Médard-en-Jalles), marque la volonté du territoire de développer un parc technologique d’envergure européenne voué aux industries aéronautiques.
Sur le territoire de la commune se trouve le site du Thil où est effectué le captage des résurgences d'eaux souterraines, exploitées dans le domaine de Gamarde par la Lyonnaise des eaux, dans le cadre d'une délégation de service public de la communauté urbaine de Bordeaux.

### Viticulture
Saint-Médard-en-Jalles est une commune viticole française du vignoble du Médoc ayant l'autorisation de produire les vins AOC : haut-médoc, médoc, crémant de Bordeaux, bordeaux-supérieur et bordeaux.

## Culture locale et patrimoine

### Lieux et monuments

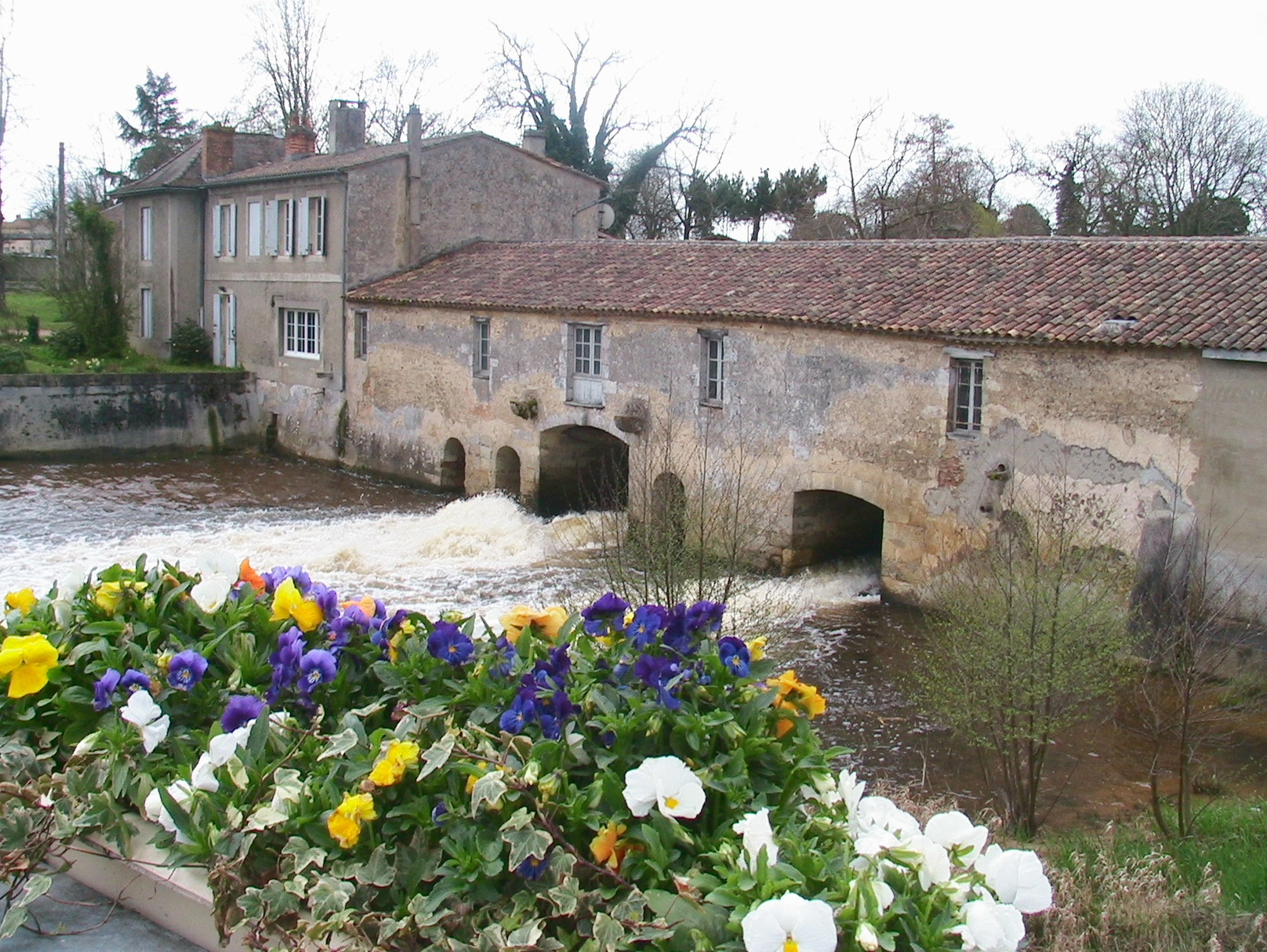
Moulin de Gajac.

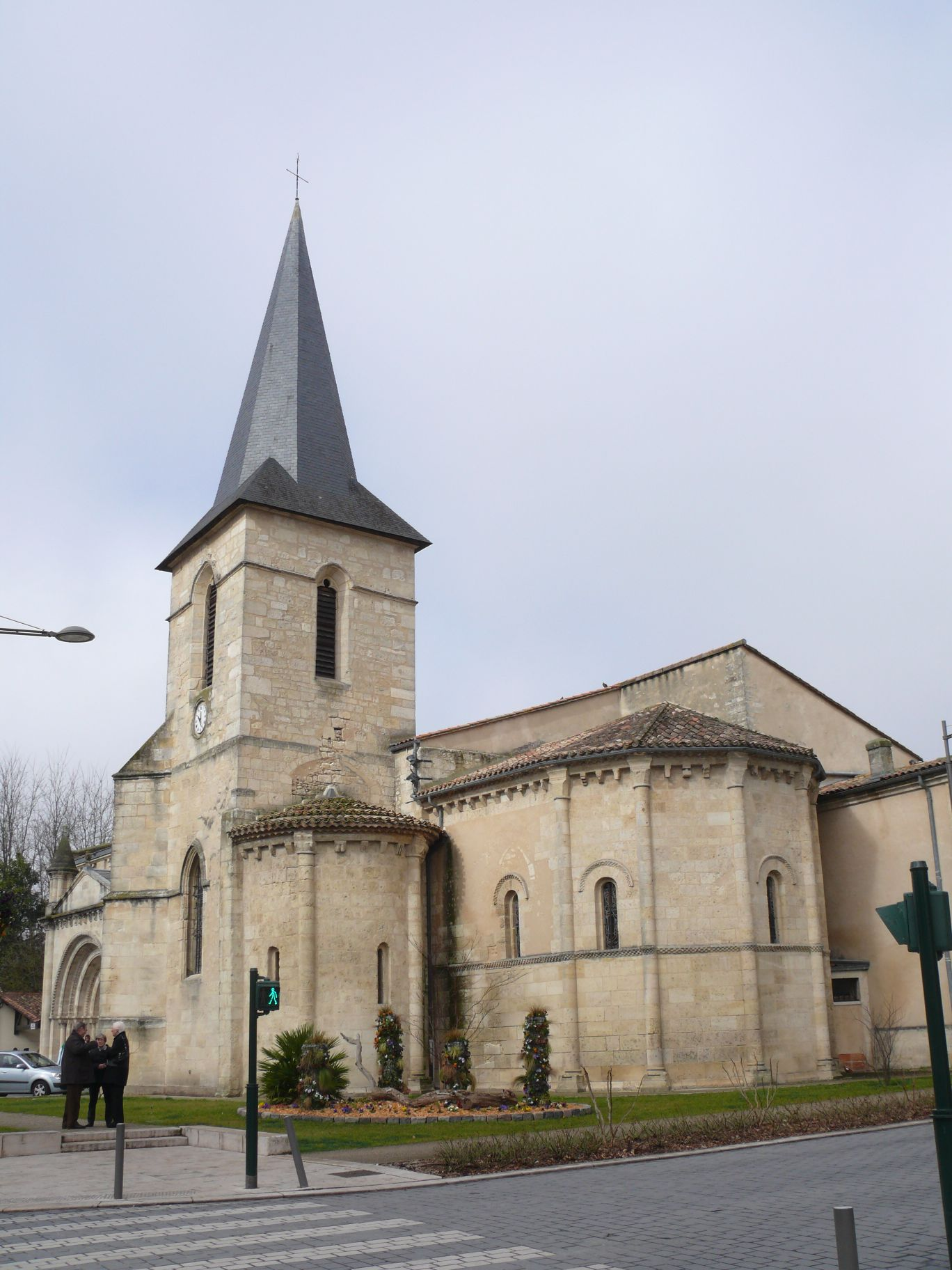
L'église Saint-Médard.

- Château de la Mothe-Gajac, appartient en 1335 à n'Aude de Tyran[Note 20], en 1427 à Arnaud Rostanh/Roustaïng, en 1544 à Pierre Eyquem de Montaigne. Cette maison forte était constituée d'une muraille en forme de quadrilatère autour d'une cour ; elle disposait de 4 tours, 3 circulaires et 1 carrée au Nord-Est où se trouve l'habitation initiale, rectangulaire à un étage[28]. On accédait à l'entrée sur la face est par une allée devenue la rue Alfred de Musset.
- Moulin de Gajac, dépendant du château de Blanquefort en 1289, puis du château de Gajac en 1580[28]. En 1850, il est racheté par la famille travaillant pour le meunier[35].
- Motte castrale de Bialade, délimitée par un fossé rectangulaire de 200 m de périmètre[74].
- Camp romain de la Jalle (Poujau de la Capère), rasé vers la fin du XIXe siècle ; situé dans un isthme sur la rive droite de la Jalle après le pont de chemin de fer, il était composé d'une motte ovale à l'est et d'une enceinte en forme de D faisant face à la Jalle à l'ouest ; les deux étaient bordées d'un fossé commun alimenté par la rivière.
- Église Saint-Médard, dont le chœur et l'absidiole datent du XIe siècle, le clocher du XIVe, la chapelle Saint-Yves du XVIIe ; le portail a été reconstruit sous le second Empire. L'ancien cimetière était situé entre l'église et la rue, moins large à l'époque. L'absidiole Sud et la travée voisine sous clocher ont été inscrites au titre des monuments historiques en 1925[75].
- Ruines du Castérà, XIVe siècle, non visitables
- Château de La Fon (Lafon-Marguerite), construit à la fin des années 1770, propriété avant la révolution à Sébastien le Brun de La Fon, assesseur civil et criminel de Guyenne. Il a appartenu successivement au consul de Russie à Bordeaux (1894), à la famille Courau, au marquis de Castelnau-d'Auros (1841) et à M. Jardel-Larroque (1863) puis est racheté en 1866 par le Service des poudres du ministère de la guerre et devient la demeure du Directeur de la poudrerie jusqu'en 1939. Le château a été fortement endommagé par l’explosion du grenier des moulins à poudre de 1783 puis par le bombardement allié[76] de 1944. Il sera reconstruit de façon plus sobre (tourelles supprimées, porche et toiture modifiés).
- Château du Bourdieu et son parc très endommagé par la tempête de 1999, propriété privée ; site inscrit en 1981 dans la base de données Mérimée ; il est construit en 1788 par J. Delmestre dans un domaine viticole (bourdieu en gascon) ayant appartenu en 1737 au courtier royal Delmestre.
- Château de Vieilleville, construit en 1789 à Corbiac[35], domaine viticole jusque dans les années 1920, a appartenu à Auguste Feydit, conseiller municipal (fin du XIXe siècle).
- Moulin de Caupian : mentionné au registre du clerc de ville de Bordeaux en 1593, indiqué sur la carte de Belleyme, reconstruit au XIXe siècle, il figure dans la base de données Mérimée.

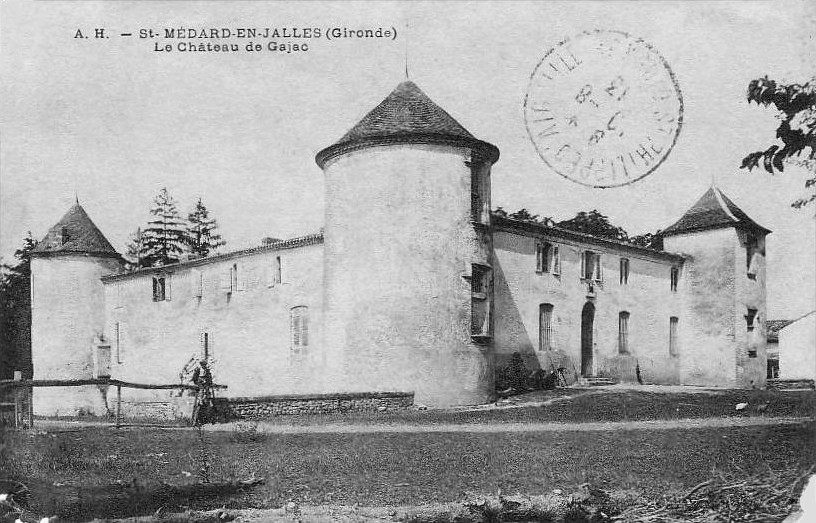
Le château de Gajac.
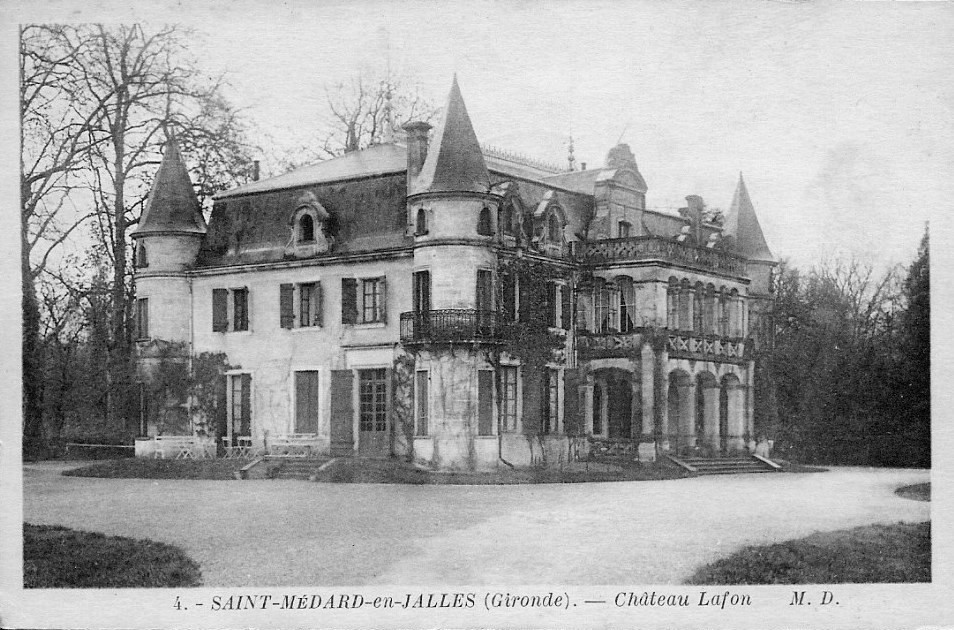
Le château La Fon.
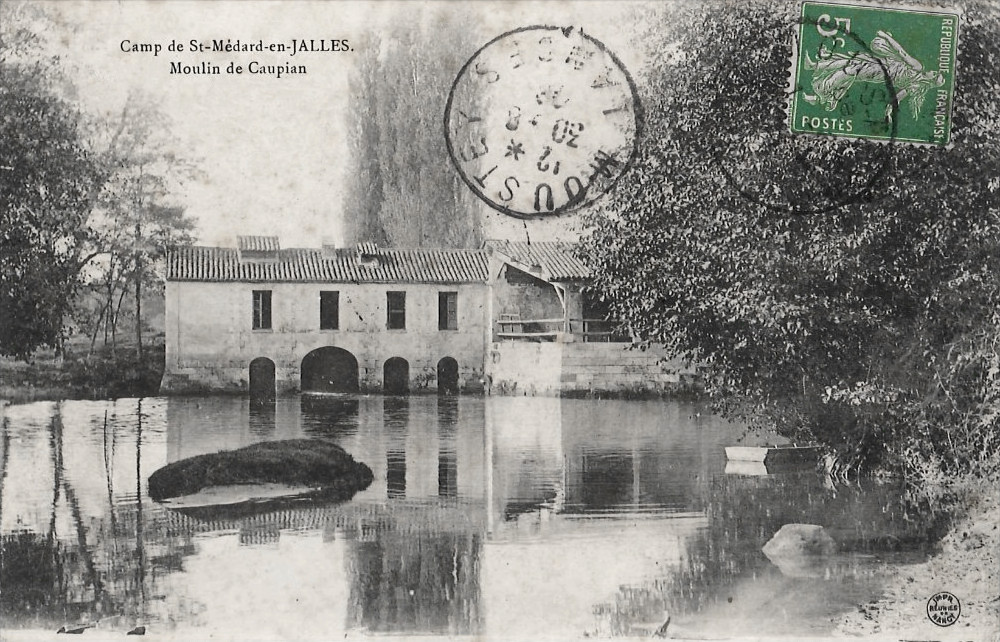
Le moulin de Caupian.
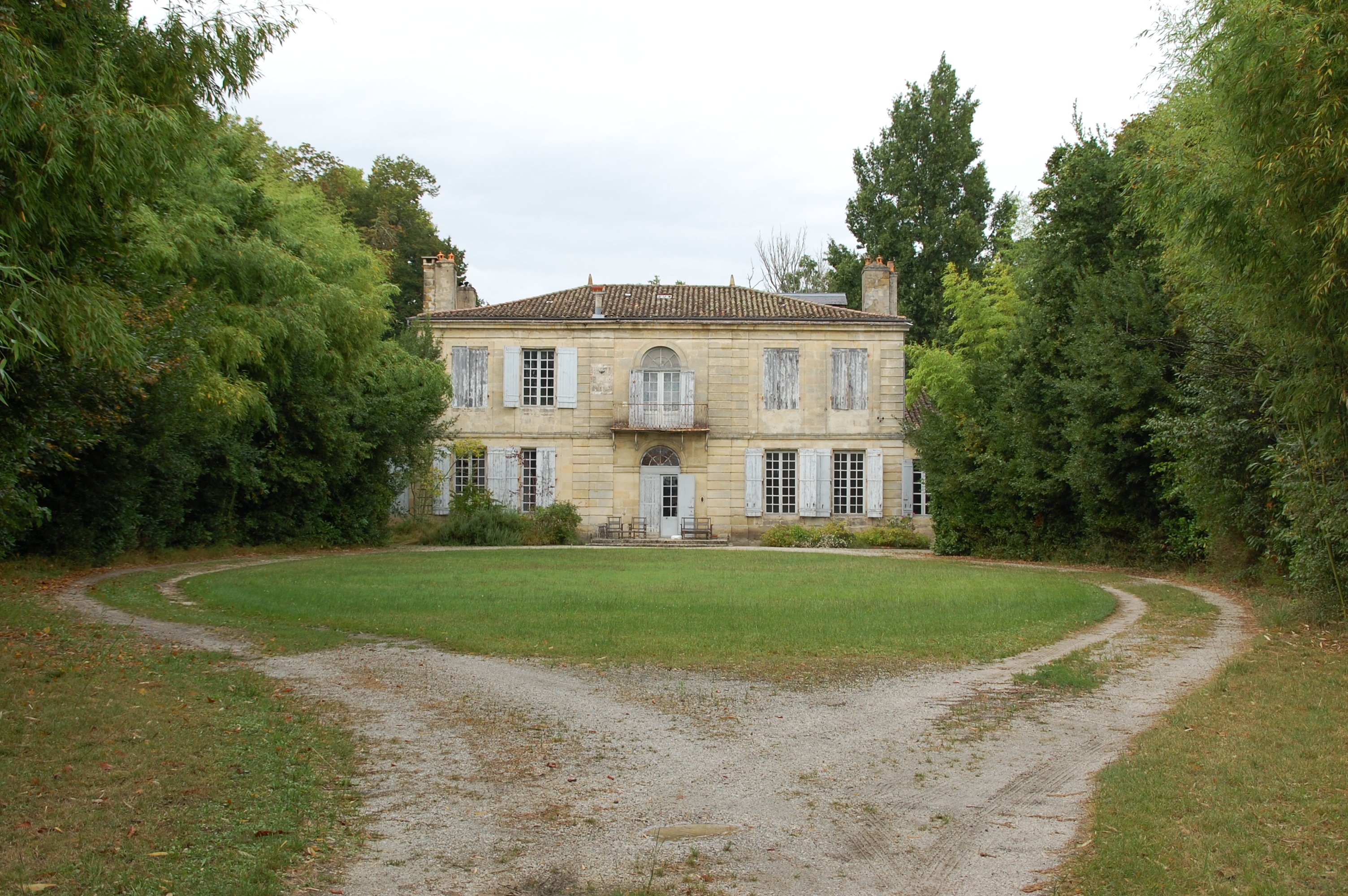
Le château du Bourdieu.
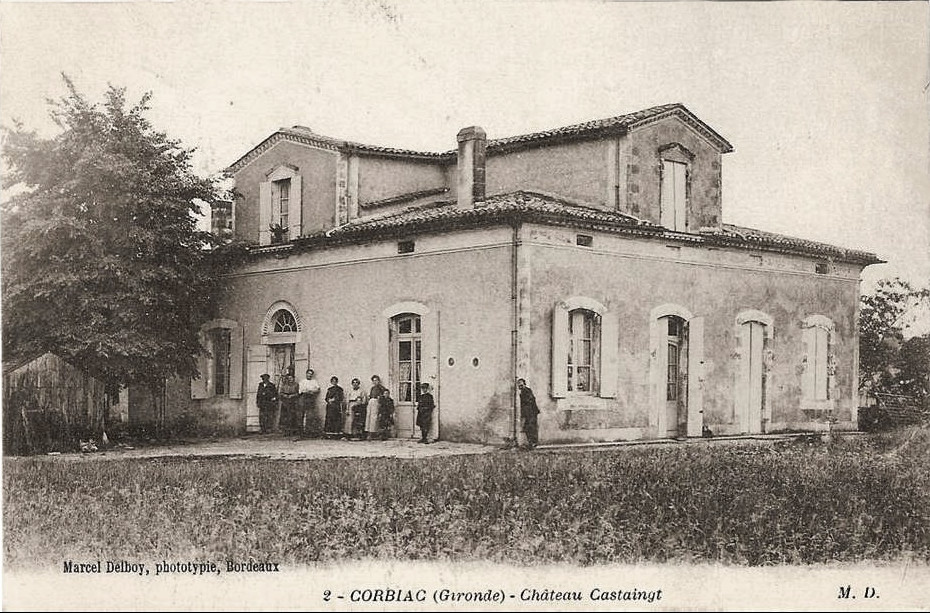
Le domaine de Gorre.

#### Espaces verts
- Bois de Cérillan : 22 870 m2
- Bois de Corbiac : 22 260 m2
- Bois d'Issac : 15 340 m2
- Gare cycliste : 15 440 m2 longés par la piste cyclable Bordeaux-Lacanau.
- Parc de la Maison de l'ingénieur : 12 000 m2
- Château de Belfort : 10 250 m2, centre équestre
- Parc de Feydit : 9 200 m2, centre d'animation
- Bords de Jalle de Gajac
- Bords de Jalle de Magudas
- Placettes d'Hastignan
- Guinguette de Caupian
- Prairies de la Gamarde
- Garenne stade Monseau
- Triangle de Picot
- Bois de Vieilleville
- Zone des sources

#### Projets d'aménagement
- Parc du Bourdieu (28 hectares en propriété privée que la mairie souhaite acquérir)[77].

### Personnalités liées à la commune
- William Chaumet (1842-1903), compositeur né à Bordeaux, est mort à Saint-Médard-en-Jalles.
- Ignacio Zuloaga (1870-1940), peintre, a vécu à Saint-Médard-en-Jalles.
- Benjamin Hennequin né le 24 août 1984 à Bordeaux, haltérophile saint-Médardais[78]
- Léopold Sédar Senghor, transféré au camp des As, quartier de Caupian où il est  emprisonné du 5 novembre 1941 jusqu'en début d'année 1942. La médiathèque porte son nom[79]
- Natalie Dessay (1965- ), cantatrice française, elle grandit à Saint-Médard-en-Jalles.
- Stéphane Lhomme (1965- ),  militant écologiste, il grandit à Saint-Médard-en-Jalles.

### Identité visuelle

#### Logo

Historique
Depuis 2015

#### Héraldique
| Blason de {{{commune}}} | Blason  | D'or à la barre de sable chargée de trois coquilles d'argent à plomb, accompagnée, en chef, d'un léopard de gueules allumé, lampassé et viléné aussi de sable, et, en pointe, d'une salamandre du champ dans sa patience aussi de gueules, au chef d'azur chargé de cinq annelets aussi d'argent entrelacés 3 et 2. |
| Blason de {{{commune}}} | Détails | Officiel, présent sur le site internet de la commune |